# Arosa
Arosa ist eine politische Gemeinde sowie ein Ferien- und Erholungsort in der Region Plessur des Schweizer Kantons Graubünden. Die höchstgelegene Siedlung im Schanfigg ist der bekannte frühere Luftkurort Arosa und seit Anfang 2014 Teil des erweiterten Skigebiets Arosa Lenzerheide mit 225 Pistenkilometern.

## Politische Gemeinde Arosa
Die politische Gemeinde Arosa bestand seit 1851 im damals neu entstandenen Kreis Schanfigg.
Seit der am 1. Januar 2013 in Kraft getretenen Fusion besteht die heutige Gemeinde Arosa aus dem Gebiet aller ehemaligen Gemeinden des damaligen Kreises bis auf Maladers (seit 2020 in der Gemeinde Chur), also aus den ehemaligen Gemeinden Arosa, Calfreisen, Castiel, Langwies, Lüen, Molinis, Peist und St. Peter-Pagig.
Das Gemeindeareal umfasst 15'479 ha bei einer Grenzlänge von 79,46 km. Höchster Punkt ist das Aroser Rothorn mit 2980,2 m, die tiefstgelegene Stelle ist bei 711 m unterhalb des Calfreisertobel-Viadukts in der Plessur . Die konsolidierte Einwohnerzahl betrug Ende 2014 3247 Personen. Ende 2018 beträgt die Einwohnerzahl noch 3131 Personen. Damit ist Arosa das bevölkerungsmässig kleinste Mitglied des Schweizerischen Städteverbandes.
Legislative ist ein 14 Mitglieder umfassendes Gemeindeparlament. Bei dessen konstituierender Sitzung vom 24. Januar 2013 bestimmte das Plenum Ludwig Waidacher junior für die Dauer von einem Jahr zum ersten Parlamentspräsidenten. Sein Stellvertreter war der Peister Andrea Hagmann, der seinerseits 2014 das Präsidium übernahm. 2015 hatte Markus Guler (Arosa) das Amt inne, seit Anfang 2016 Martin Michael (St. Peter). Die öffentlichen Parlamentssitzungen werden abwechslungsweise in allen ehemaligen Gemeinden abgehalten. Präsidentin des fünfköpfigen, departemental organisierten Gemeindevorstands ist seit dem 1. Januar 2021 die Aroserin Yvonne Altmann, als Vizepräsident amtiert Peter Bircher aus Lüen. Hauptsitz der Gemeindeverwaltung ist Arosa, in St. Peter besteht eine Aussenstelle. 2025 wurde in Arosa für die Stimmberechtigten die Möglichkeit des E-Voting eingeführt.
Nachbargemeinden sind Albula/Alvra, Chur, Conters im Prättigau, Davos, Fideris, Furna, Jenaz, Klosters, Lantsch/Lenz, Schmitten, Trimmis und Vaz/Obervaz.

## Wappen
| Wappen von Arosa | Blasonierung: «in Blau ein silberner Berg mit zwei gleichen Spitzen überhöht von goldener Strahlensonne.» |
| Wappen von Arosa | Das Gemeindewappen wurde von Paul Ganz, Kunsthistoriker an der Universität Basel, und von Friedrich Pieth, Geschichtslehrer an der Kantonsschule Chur, entworfen. Nach eingehender Prüfung durch weitere Fachleute wurde es mit Gemeinderatsbeschluss vom 12. Dezember 1934 und an der Gemeindeabstimmung vom 22. Februar 1935 mit 218 zu 81 Stimmen angenommen. Die Sonne gilt als Wappenzeichen. Der Zweiberg deutet die Höhenlage der Berggemeinde, den Bergbau zwischen dem 14. und 15. Jahrhundert sowie den Ferienort mit Sommer- und Wintersaison an. Blau ist der Himmel; die Kombination von blau und gelb weist auf die frühere Zugehörigkeit zum Zehngerichtebund hin. |

Luftbild aus 1900 m von Walter Mittelholzer von 1927

Arosa, historisches Luftbild von Werner Friedli (1949)

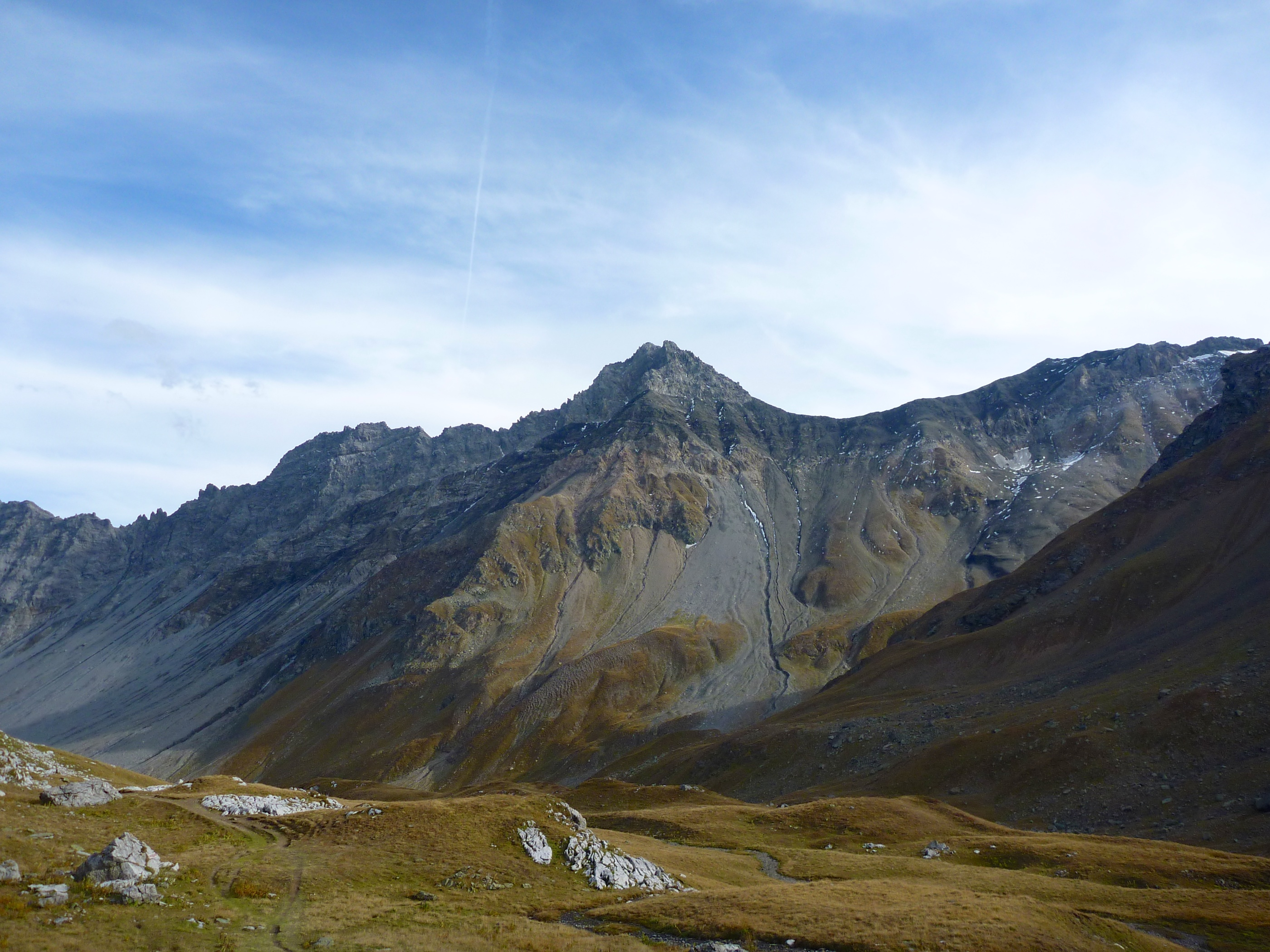
Das Erzhorn, Arosas inoffizieller Wappenberg

Recht verbreitet ist die – offiziell jedoch unzutreffende – Vorstellung, bei dem stilisiert dargestellten, doppelspitzigen Berg handle es sich um das Erzhorn, einen der Berge, die den Talkessel von Arosa umgeben.

## Ortschaft Arosa

### Geographie

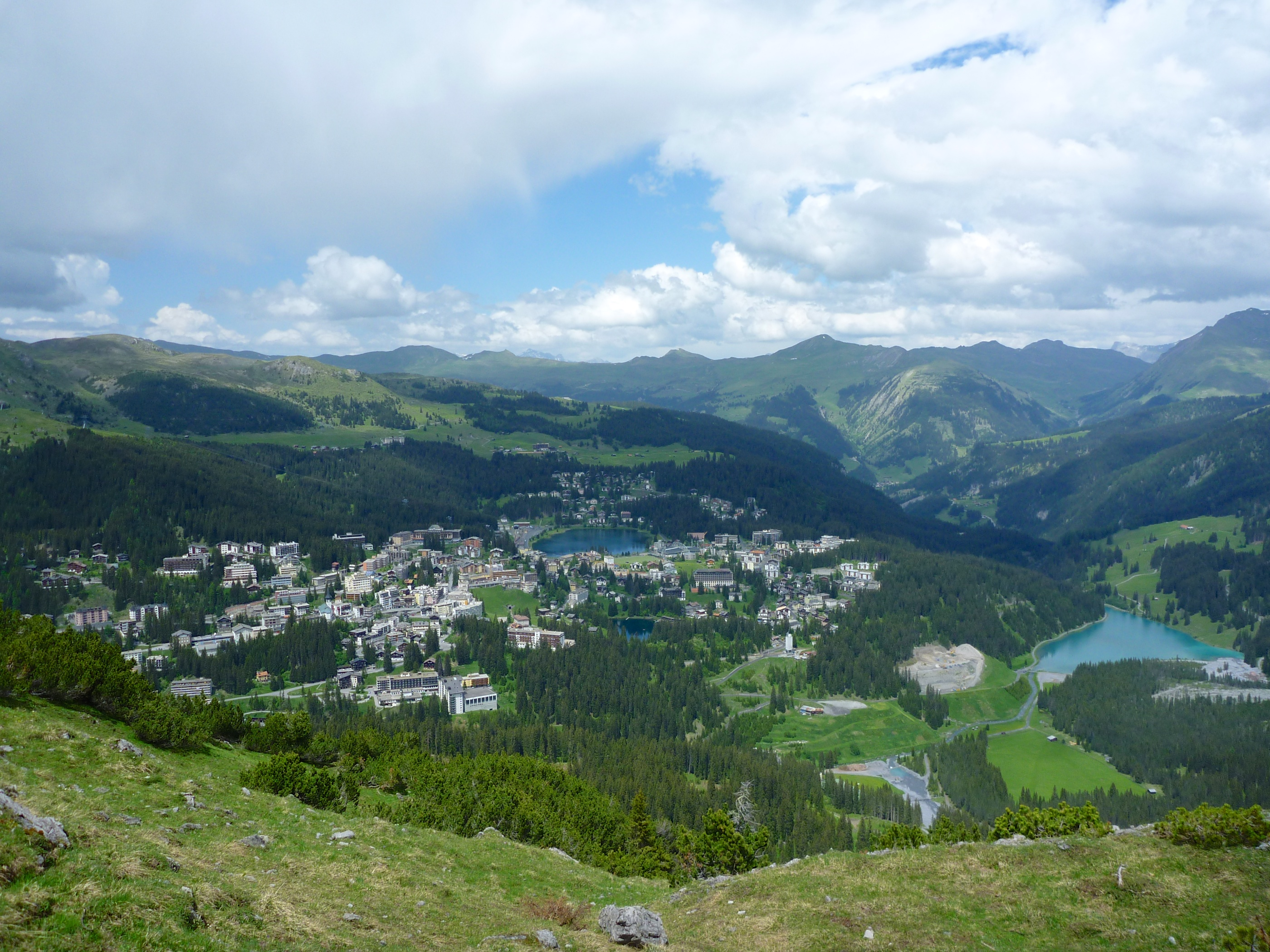
Arosa von Süden (Schafrügg) gesehen, mit Obersee, Untersee und Stausee

Arosa liegt 15 km (Luftlinie) südöstlich von Chur am Ende des Schanfigger Tals. Die rund 3 km weite, auf 1700 m ü. M. bis 1900 m gelegene Mulde des Talschlusses ist an allen Seiten von Bergen umgeben. Das Gemeindegebiet umfasst den Einzugsbereich des Oberlaufs der Plessur mit Ausnahme des von Süden einmündenden Welschtobels und hat daher die Form eines Hufeisens. Der Welschtobelbach mündet bei Arosa in die Plessur. Im Westen verläuft die Gemeindegrenze vom Aroser Weisshorn (2653 m) nach Süden über Carmenna, Plattenhorn, Hörnli und Tschirpen zum Parpaner Weisshorn (2824 m) und dann über das Parpaner Rothorn (2861 m) zum Aroser Rothorn (2980 m). Anschliessend führt sie auf dem Nordostgrat des Rothorns zum Erzhorn (2924 m) und Älpliseehorn (2725 m), so dass das Quellgebiet der Plessur mit der Aroser Alp, Älplisee (2156 m) und Schwellisee (1933 m) halbkreisförmig umfasst wird. Nachdem sie den Welschtobelbach auf 1659 m gequert hat, steigt die Grenze zum Grat der Leidflue (2560 m), umgreift mehrere abgelegene Talkammern und erreicht über den markanten Sandhubel (2764 m) am Valbellahorn (2763 m) oberhalb des Alteinsees (2251 m) den südöstlichsten Punkt des Territoriums. Der anschliessende Abschnitt – Grenze gegen die Landschaft Davos – wird durch die Passübergänge Alteiner, Bärentaler und Maienfelder Furgga in mehrere Gebirgsgruppen gegliedert; die höchsten Berge sind die Amselflue (2781 m), das Furggahorn (2727 m) und das vorgeschobene Schiesshorn (2605 m).
Das Dorf Arosa erstreckt sich über rund 2 km Länge, wobei der heutige Siedlungsschwerpunkt an Unter- und Obersee (1739 m) liegt. Das tiefstgelegene Wohnhaus steht im Rütland auf 1550 m, das höchstgelegene beim Ifang auf 1960 m. Der Stausee liegt unterhalb des Dorfgebiets. Ein drittes landschaftsprägendes Element neben den Seen und dem Kranz der Berge bildet die auf etwa 1900 m verlaufende Waldgrenze: Westlich des Dorfes herrschen Alpweiden und ausgedehnte Geröllhalden vor, talabwärts, wo sich die Plessur bis zur Talenge von Litzirüti auf 4 km Länge um 300 m eintieft, dominiert der geschlossene Nadelwald.
Im Jahr 1997 wurden 42,0 % der Gemeindefläche landwirtschaftlich genutzt, der Wald nahm 15,2 % ein, die Siedlungen 3,1 %. Als unproduktiv galten 39,7 %.

### Klima
Für die Normalperiode 1991–2020 beträgt die Jahresmitteltemperatur 3,7 °C, wobei im Februar mit −3,8 °C die kältesten und im August mit 11,9 °C die wärmsten Monatsmitteltemperaturen gemessen werden. Im Mittel sind hier rund 176 Frosttage und 70 Eistage zu erwarten. Sommertage gibt es im Jahresmittel 0,4, d. h. statistisch gesehen etwa jedes zweite Jahr. Hitzetage wurden in der Normperiode 1991–2020 keine verzeichnet. Die MeteoSchweiz-Wetterstation liegt auf einer Höhe von 1878 m ü. M.
|                        | Jan  | Feb  | Mär  | Apr  | Mai  | Jun  | Jul  | Aug  | Sep  | Okt | Nov  | Dez  |   |      |
| Mittl. Temperatur (°C) | −3,4 | −3,8 | −1,4 | 1,8  | 6,1  | 9,9  | 11,8 | 11,9 | 8,3  | 5,3 | 0,5  | −2,5 | ⌀ | 3,7  |
| Mittl. Tagesmax. (°C)  | −0,5 | −0,4 | 2,1  | 5,1  | 9,7  | 13,7 | 15,7 | 15,7 | 11,7 | 8,6 | 3,4  | 0,2  | ⌀ | 7,1  |
| Mittl. Tagesmin. (°C)  | −6,7 | −7,5 | −5,0 | −1,6 | 2,5  | 5,8  | 7,8  | 8,2  | 4,6  | 1,6 | −2,8 | −5,7 | ⌀ | 0,1  |
|                        |      |      |      |      |      |      |      |      |      |     |      |      |   |      |
| Niederschlag (mm)      | 77   | 65   | 73   | 77   | 97   | 132  | 136  | 158  | 104  | 90  | 90   | 80   | Σ | 1179 |
|                        |      |      |      |      |      |      |      |      |      |     |      |      |   |      |
| Sonnenstunden (h/d)    | 3,5  | 4,0  | 4,5  | 4,9  | 5,0  | 5,7  | 6,4  | 5,9  | 5,1  | 4,4 | 3,2  | 2,9  | ⌀ | 4,6  |
|                        |      |      |      |      |      |      |      |      |      |     |      |      |   |      |
| Regentage (d)          | 10,6 | 9,5  | 11,2 | 10,9 | 13,0 | 14,2 | 14,0 | 13,9 | 10,7 | 9,4 | 10,6 | 11,0 | Σ | 139  |
|                        |      |      |      |      |      |      |      |      |      |     |      |      |   |      |
| Luftfeuchtigkeit (%)   | 64   | 66   | 68   | 69   | 71   | 72   | 72   | 73   | 73   | 67  | 68   | 66   | ⌀ | 69,1 |

| −6,7 |

| −7,5 |

| −5,0 |

| −1,6 |

| 2,5 |

| 5,8 |

| 7,8 |

| 8,2 |

| 4,6 |

| 1,6 |

| −2,8 |

| −5,7 |

| −6,7 |

| −7,5 |

| −5,0 |

| −1,6 |

| 2,5 |

| 5,8 |

| 7,8 |

| 8,2 |

| 4,6 |

| 1,6 |

| −2,8 |

| −5,7 |

### Geschichte

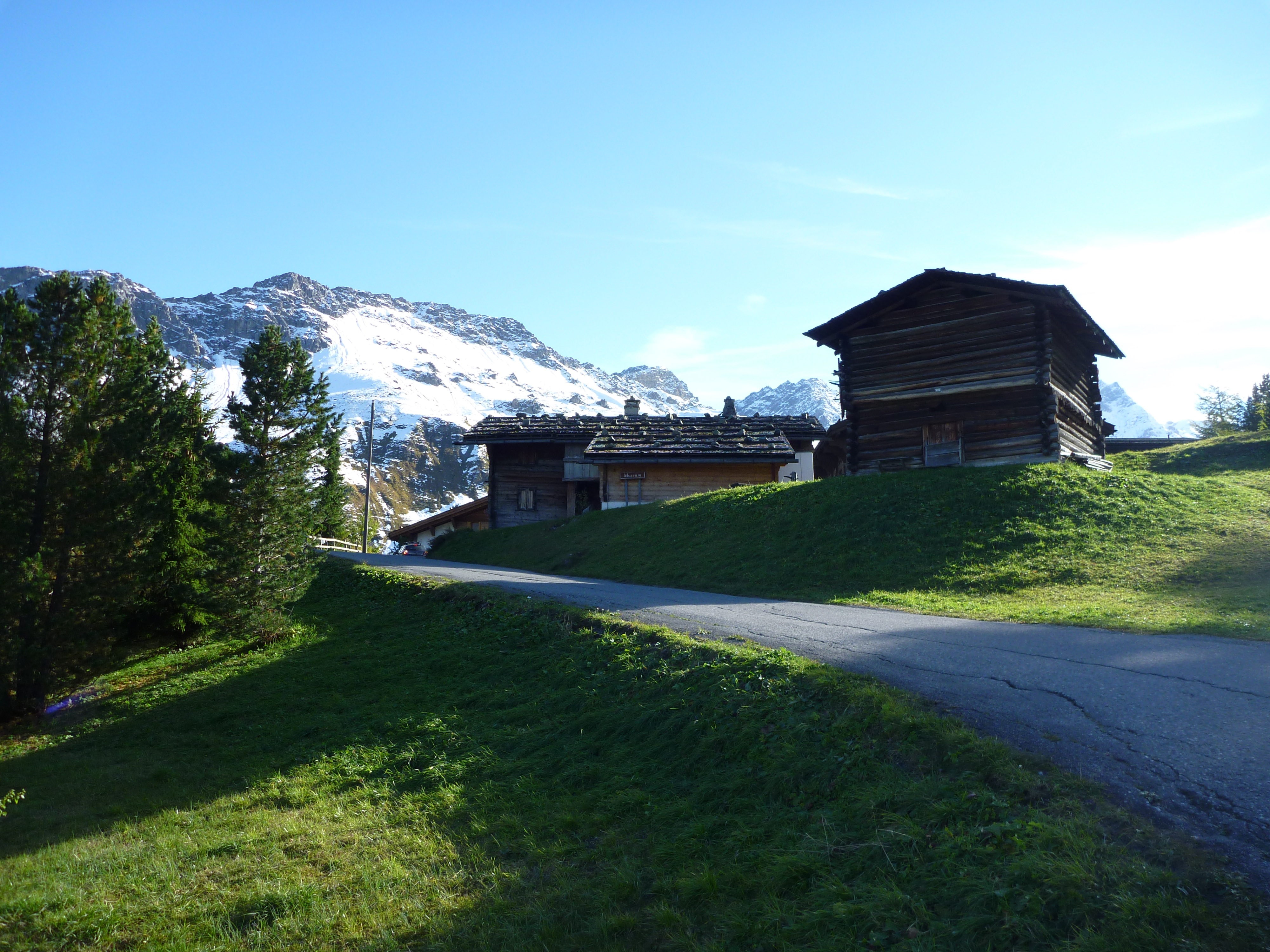
Die Egga mit Heimatmuseum, das historische Zentrum Arosas

Ab spätestens dem 13. Jahrhundert wurde das Gebiet von Arosa als Alpweiden genutzt. Ein von Romanen besiedelter Hof des Klosters Churwalden in Maran (im Gebiet der ehemaligen Gemeinde Peist, nach 1911 bei Arosa) ist für 1222 belegt.
In Davos siedelten seit 1280 Walser. Nach 1300 siedelten von Davos kommende Walser auch in Arosa und verdrängten im Laufe der Zeit die romanische Alpwirtschaft. Erstmals urkundlich erwähnt wird Arosa um 1330, als Araus. Der Name ist vorromanischen Ursprungs und belegt die Nutzung der Alpweiden lange vor der Walser Siedlung. Im Rätischen Namenbuch (1964) wird der Name zu einem vorlateinischen Stamm *rosa «Gletscher, Wildbach, Rinne, Erdrutsch» gestellt, der ebenfalls in den Namen Monte Rosa, Rosatsch, Roseg u. a. begegnet. Alternativ wurde Bezug zu alteuropäischen Gewässernamen in *er-/*or- «fliessen» erwogen; der Name Arosa wäre damit identisch mit dem Namen der Areuse.
Die Walser Siedler lebten von der alpinen Viehwirtschaft. Bis weit ins 19. Jahrhundert blieb Arosa eine weltabgeschiedene Walsersiedlung. Zusätzlich zur Viehwirtschaft wurde zwischen 1400 und 1560 auch etwas Erzbau betrieben. Die Bevölkerung in der Zeit zwischen 1550 und 1750 lag bei etwa 125 Personen. Die Walser waren persönlich frei, bezahlten aber um 1330 Zins an die Freiherren von Vaz, ab 1337 an die Grafen von Toggenburg und ab 1470 an das Haus Habsburg. 1438 kaufte sich Davos zusammen mit Arosa vom Lehenszins an die Erben der Grafen von Toggenburg frei. Die Alpwirtschaft wurde nun autonom durch Aufteilung in Kuhrechte geregelt. Diese Kuhrechte konnten auch an Auswärtige verkauft werden. So kamen die Sattelalp an die Bürgergemeinde Chur, die Furggaalp an die Bürgergemeinde Maienfeld, die Schönbodenalp teilweise an Chur und Maienfeld und die Alp Altein Tiefenberg an Gemeinden im mittleren Albulatal. Im Jahr 1481 erfolgte schliesslich die Veräusserung des weitgehend unfruchtbaren Welschtobels, das seither zum Gemeindegebiet von Alvaneu gehört. Teile der Schönbodenalp (heute Aroser Alp) wurden 1781 von Chur zurückgekauft. Zusammen mit Davos kaufte sich Arosa 1649 von der Zinspflicht an die Habsburger frei. Kirchlich gehörte Arosa zu Obervaz, 1384 wurde die Pfarrkirche in Langwies erbaut, 1492 das Bergkirchli in Innerarosa. Arosa trat 1528 zur Reformation über.
Durch das enge Plessurtal nach Chur bestand keine Strasse. Wichtigste Verbindung zur Aussenwelt waren die beschwerlichen Passwege über die Strelakette nach Davos, und entsprechend unterstand Arosa bis 1798 dem Zehngerichtebund. Mit der Schaffung der Gemeinden im Kanton Graubünden nach 1803 gehörte Arosa als Nachbarschaft zur Gemeinde Davos.
Ab 1851 war Arosa als nunmehr selbständige Gemeinde Teil des neugebildeten Kreises Schanfigg. Im Jahr 1850 war die Bevölkerung auf 56 Einwohner abgesunken.
Um 1870 verbrachten erste sogenannte Sommerfrischler aus der Region und der Schweiz ihren Sommerurlaub in privaten Unterkünften in Arosa. Der Aufschwung setzte ab 1883 ein, als Arosa von dem deutschen Arzt Otto Herwig, der in Davos von einem Lungenleiden geheilt wurde, als Luftkurort entdeckt wurde. Bereits 1888 eröffnete dieser zusammen mit seiner Schwester ein erstes Sanatorium.
Mit der Verlängerung der Schanfiggerstrasse 1890 von Langwies nach Arosa setzte ein weiterer bedeutender Aufschwung ein, und eine ganze Reihe von Sanatorien, Heilstätten und Hotels kamen innert kurzer Zeit hinzu. 1893 entstand mit dem Grand Hotel (heute Arosa Alpine Club) die erste gehobene Unterkunft für Wintersportgäste. 1897 wurde das Elektrizitätswerk Arosa in Betrieb genommen. Ab 1900 nahm die Bedeutung des Wintersports stetig zu; die Schanfiggerstrasse wurde fortan zwischen Arosa und Litzirüti als Bobbahn genutzt, und auf dem zugefrorenen Obersee fanden erste Pferderennen statt. Zwischen 1907 und 1909 entstanden die katholische, die englische sowie die Dorfkirche Arosa. 1911 wurde der Hof Maran in das Aroser Gemeindegebiet inkorporiert. Im gleichen Jahr wurde mit der Tomelischanze die erste permanente Skisprungschanze eingerichtet.

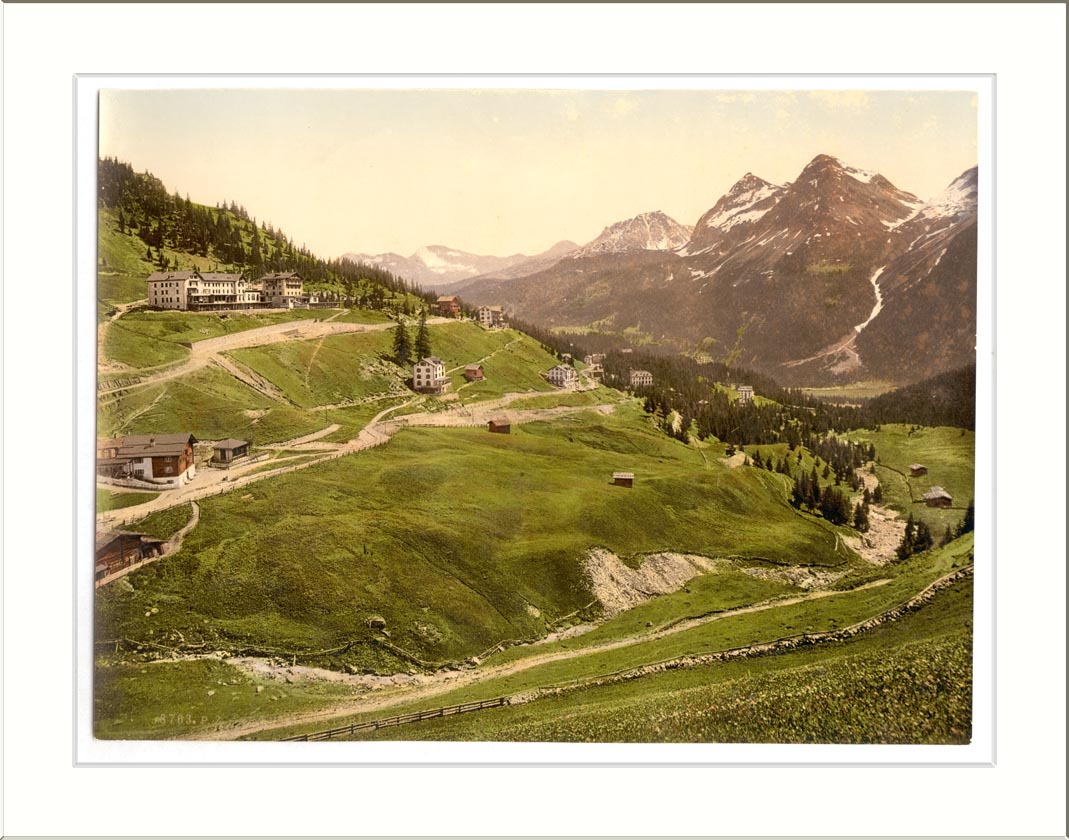
Der Luftkurort Arosa um 1900 mit Otto Herwigs Sanatorium Berghilf (oben links) und den ersten grösseren Hotelbetrieben

Die Eröffnung der Chur–Arosa-Bahn 1914 ermöglichte trotz schwierigem Umfeld mitten im Ersten Weltkrieg die Entwicklung Arosas zum eigentlichen Weltkurort. Damit einher ging eine tiefgreifende Neu- und Umgestaltung der alten Walsersiedlung, die ihren ursprünglichen Charakter wie auch die angestammte Walsersprache weitgehend einbüsste. 1938 nahm man mit dem Carmenna-, dem Weisshorn- und dem Tschuggenlift die ersten Skilifte in Betrieb. 1945 folgte der Hörnlilift, damals längster Skilift der Schweiz. Gleichzeitig erfolgte – unterstützt durch die Entdeckung und zunehmende Verschreibung von Penicillin gegen Lungenleiden – eine beschleunigte Transformation Arosas vom Kur- zum Ferien- und Sportort. Diverse Kliniken, wie beispielsweise das Waldsanatorium, stellten den Betrieb ein bzw. wurden in Hotels umgebaut.
Das Jahr 1956 sah die Eröffnung der Weisshornbahn, 1960 diejenige der Hörnlibahn. Bald folgten weitere Skilifte, Sessel- und Gondelbahnen. Eine Verbindungsbahn zum Skigebiet von Lenzerheide wurde 2013 gebaut, was eine wesentliche Erweiterung des Wintersportangebots bedeutet, das nun gemeinsam mit demjenigen der Lenzerheide vermarktet wird.

### Bevölkerung
| Bevölkerungsentwicklung | Bevölkerungsentwicklung | Bevölkerungsentwicklung | Bevölkerungsentwicklung | Bevölkerungsentwicklung | Bevölkerungsentwicklung | Bevölkerungsentwicklung | Bevölkerungsentwicklung | Bevölkerungsentwicklung | Bevölkerungsentwicklung | Bevölkerungsentwicklung | Bevölkerungsentwicklung | Bevölkerungsentwicklung | Bevölkerungsentwicklung | Bevölkerungsentwicklung | Bevölkerungsentwicklung | Bevölkerungsentwicklung |
| ----------------------- | ----------------------- | ----------------------- | ----------------------- | ----------------------- | ----------------------- | ----------------------- | ----------------------- | ----------------------- | ----------------------- | ----------------------- | ----------------------- | ----------------------- | ----------------------- | ----------------------- | ----------------------- | ----------------------- |
| Jahr                    | 1750                    | 1850                    | 1900                    | 1930                    | 1941                    | 1970                    | 1980                    | 2000                    | 2005                    | 2010                    | 2015                    | 2016                    | 2017                    | 2018                    | 2019                    | 2020                    |
| Einwohner               | 125                     | 56                      | 1071                    | 3466                    | 1980                    | 2717                    | 2782                    | 2771                    | 2271                    | 2251                    | 3205                    | 3219                    | 3185                    | 3131                    | 3145                    | 3162                    |

Am 31. Dezember 2020 hatte Arosa 3162 Einwohner. Der Ausländeranteil betrug 25,2 %. 10,6 % der Bevölkerung waren unter 18 Jahre alt (minderjährig), 65,4 % waren zwischen 18 und 64 Jahre alt, während 24,0 % 65 Jahre oder älter waren.
Die Mehrheit der Bevölkerung bezeichnete im Jahr 2014 Deutsch (88,3 %) als ihre Hauptsprache. Weitere in der Bevölkerung vertretene Landessprachen waren Rätoromanisch (1,6 %), Italienisch (1,3 %) und Französisch (0,4 %). Die restliche Bevölkerung (8,4 %) gab eine andere Hauptsprache an.
Ende 2020 waren 56,6 % der Bevölkerung evangelisch-reformiert, während 25,3 % römisch-katholisch waren.

### Wirtschaft

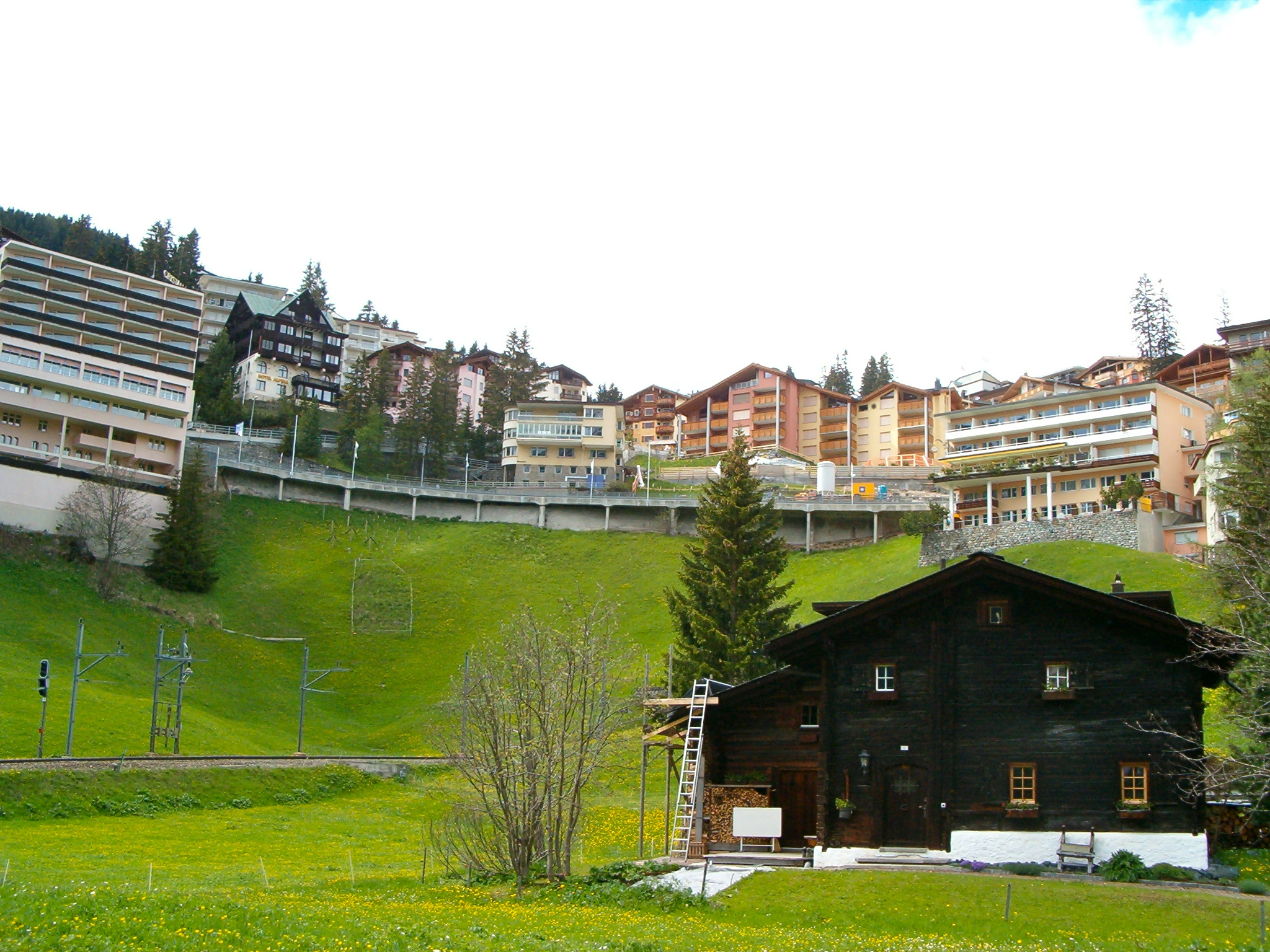
Touristisch geprägtes Dorfzentrum hinter dem früher landwirtschaftlich genutzten Walserhaus «Jöri Jenny» in der Seegrube

Arosa zählt seit Langem zu den bekanntesten Tourismusdestinationen der Schweiz, und die Einheimischen leben heute fast ausschliesslich vom Fremdenverkehr. Mit rund 4500 Gästebetten in Hotels und weiteren 8000 in Ferienwohnungen werden jährlich knapp eine Million Logiernächte erreicht. Dabei ist «Arosa Tourismus» (Leitung Hans-Kaspar Schwarzenbach (bis 2008), Pascal Jenny (2008-2021), Rolf Schuler (ab 2021)) bestrebt, ein ausgewogenes Verhältnis der Sommer- zu den Winterlogiernächten zu erreichen. Seit 2003 können Logiergäste die Arosa Bergbahnen im Sommer gratis benutzen. Dieses damals einzigartige Konzept gewann den Milestone und die Trophy der Schweizerischen Marketinggesellschaft. Das Konzept mit inkludierten Leistungen auf Gästekarten wird seither von anderen Destinationen kopiert. Unter anderem sorgt seit 2003 ein multimediales Wasserspiel («Wasserorgel») am Obersee für Unterhaltung für die Sommergäste.
Seit 1991 findet alljährlich das Arosa Humor-Festival statt, an welchem bekannte Künstler aus dem In- und Ausland auftreten und ausgezeichnet werden. Unter den Gewinnern waren Rebecca Carrington, Gerhard Polt und Malediva.
Seit 2004 wird jeweils im Januar das WSF World Spirit Forum in Arosa durchgeführt. Auf der internationalen Plattform für Vordenker und spirituelle Führer arbeiten Menschen aus den Feldern Politik, Wirtschaft, Wissenschaft, Religion, Kultur und Gesellschaft an den globalen Fragen der Zeit.
Das Jahr 2005 sah die Premiere der Arosa Gay Skiweek, eine der grössten homosexuellen Wintersportveranstaltungen Europas.
Von 2006 bis mindestens 2017 gehörte Arosa zu den Alpine Pearls, einer internationalen Kooperation von 29 Tourismusdestinationen in den Alpen.
Arosa Tourismus machte in den Nullerjahren auch immer wieder mit umstrittenen Werbekampagnen von sich reden. Einen schweizweiten Skandal verursachte ein TV-Spot mit nackten Menschen auf Cran Canaria. Das Schweizer Radio und Fernsehen (SRF) weigerte sich, diesen Spot auszustrahlen, berichtete aber in der Nachrichtensendung 10 vor 10 darüber und verursachte als Folge davon einen grossen Medienwirbel.
Auf einem Wanderweg entlang des «Hausberges» von Arosa, dem Tschuggen, findet sich eine weitere Attraktion: Infolge langjähriger (verbotener) Fütterung mit Nüssen durch Touristen leben dort fast handzahme Eichhörnchen, die eventuell das Hosenbein eines Wanderers erklettern oder auf die Schulter springen.

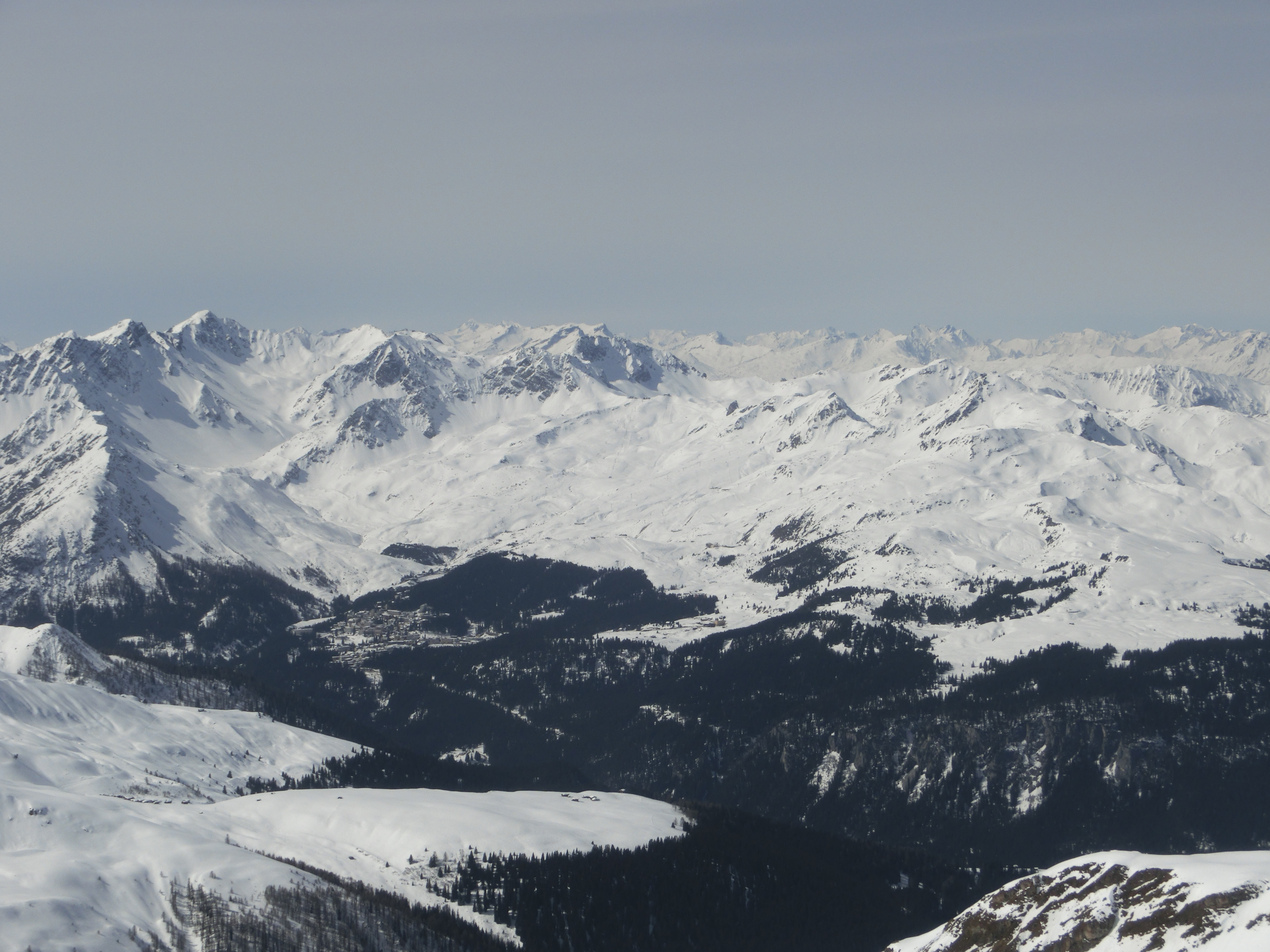
Überblick über das Skigebiet Arosa

Arosa ist zudem Ausgangspunkt des Schanfigger Höhenweges und Etappe des «Mittelbünden Panoramawegs» von Lenzerheide nach Davos.
Dank präparierter Winterwanderwege durchs Skigebiet können sich Skifahrer und Nichtskifahrer im Gebiet treffen.

### Sehenswürdigkeiten
- Arosa Bärenland
- Reformiertes Bergkirchli[33]
- Reformierte Dorfkirche
- Katholische Pfarrkirche Mariä Himmelfahrt[34]
- Reformierte Kirche Tschiertschen[35]
- Haus auf der Melchernen[36]
- Post- und Telefongebäude
- Sesselbahn Carmenna, 2001, von Architekten Valentin Bearth, Andrea Deplazes und Daniel Ladner
- Aufnahmegebäude Lüen-Castiel
- Trinkhalle bei Rabiosaschlucht[37]
- Schul- und Mehrzweckanlage in St. Peter[38]
- Kursaal Casino Arosa, Fassadenneugestaltung von Alessandro Mendini

### Verkehr

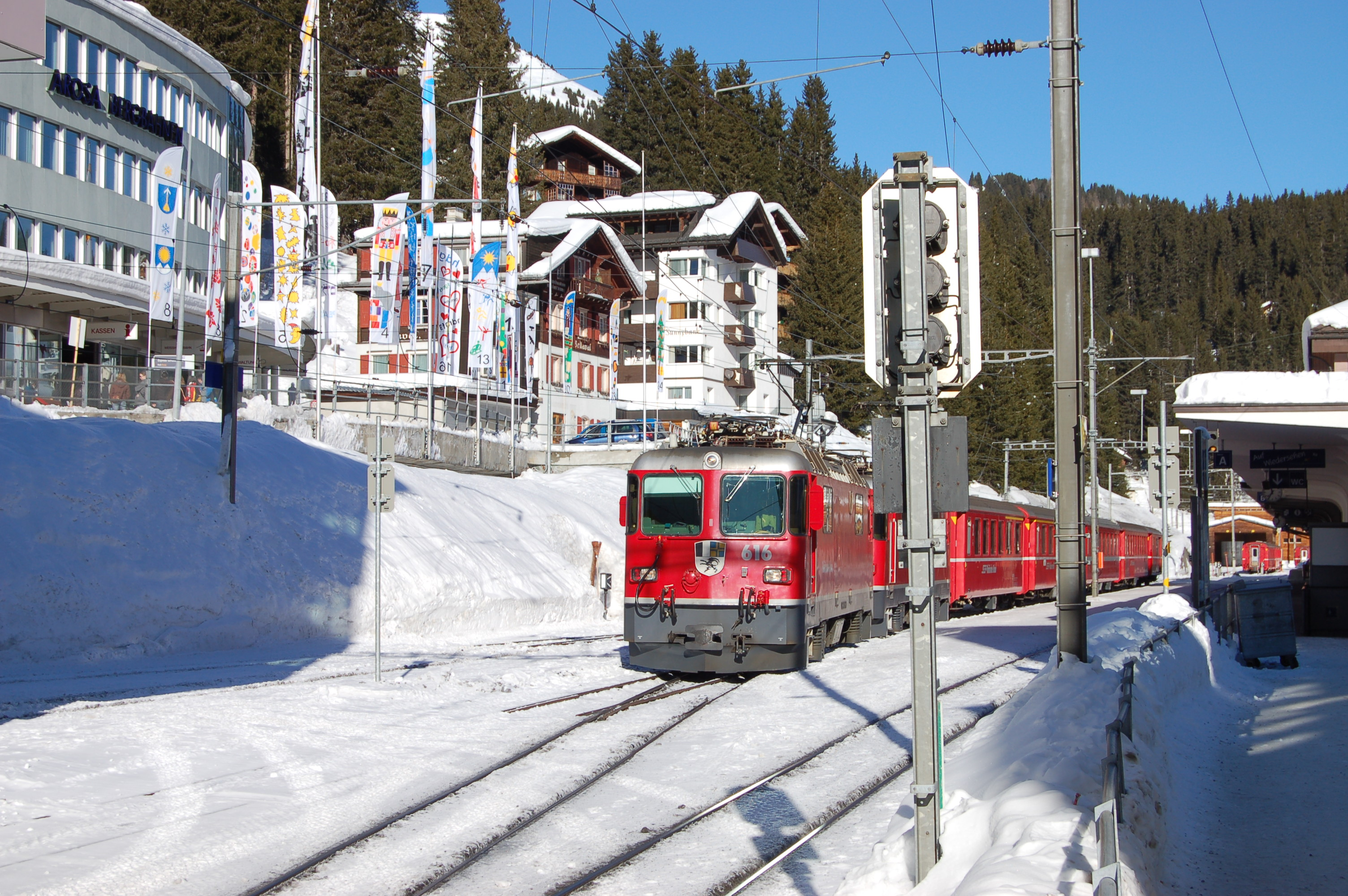
Bahnhof Arosa mit Sitz der Arosa Bergbahnen (links)

Der Bahnhof Arosa ist Endpunkt der 1914 eröffneten Bahnstrecke Chur–Arosa der Rhätischen Bahn. Von 1997 bis 2007 verkehrte auf dieser Strecke eine spezielle touristische Zugkomposition, der Arosa-Express. Arosa wäre neben Langwies ein möglicher Ausgangspunkt einer zurzeit noch visionären Eisenbahnverbindung zwischen dem Schanfigg und der Landschaft Davos.
Die oberhalb der Arosabahn verlaufende, 1890 fertiggestellte Schanfiggerstrasse findet ihr Ende beim Eggahuus in Innerarosa auf rund 1880 m.
Eine zeitliche Verkürzung auf dem Strassenweg erhofft man sich durch die planungsfertige St. Luzibrücke am Eingang des Schanfigg, die die Stadt Chur umfahren würde. Bislang ist das Projekt jedoch nicht über die Planungsphase hinausgekommen.
Von 1932 bis 1936 verfügte Arosa im Winter über einen eigenen Flugplatz auf dem Obersee.

### Sport

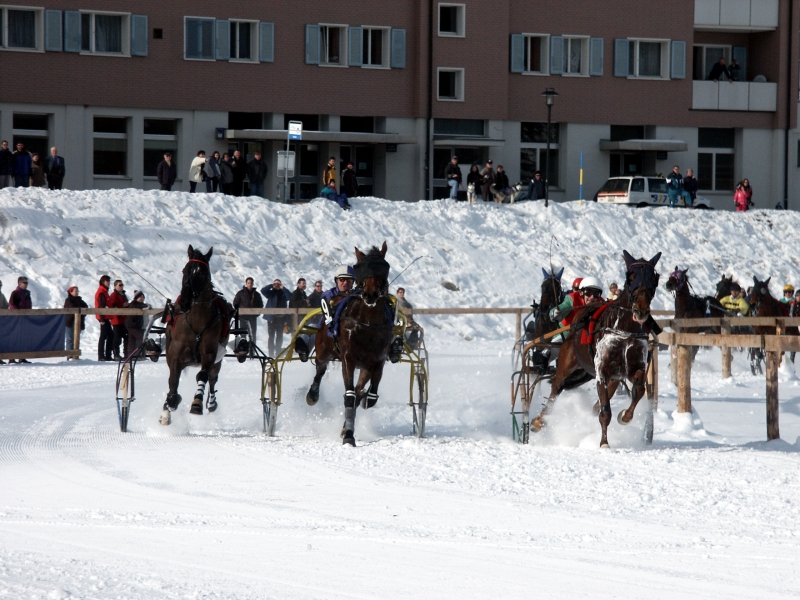
Pferderennen auf dem Obersee

Arosa ist seit Jahrzehnten Durchführungsort von nationalen und internationalen Sportveranstaltungen, zunächst insbesondere im Bob-, Ski-, Pferde- und Eissport. Von 1951 bis 1965 war Arosa Teil der Schweizer Springertournee. 1978 wurde hier das Skiweltcup-Finale und in der folgenden Dekade weitere entsprechende Skirennen ausgetragen. 2002 fanden in Arosa die Schweizer Alpinen Skimeisterschaften statt, 2007 die Snowboard-Weltmeisterschaften. In den Jahren 2008, 2011 (Finale) und 2013 war der Snowboard-Weltcup, 2014, 2015 und 2016 der Skicross-Weltcup hier zu Gast.
Alljährlich im September findet auf der Schanfiggerstrasse zwischen der Säge Langwies und dem Obersee ein Autorennen für klassische Rennwagen statt – die Arosa ClassicCar – und begeistert Tausende Zuschauer. Zwischen 1897 und 1935 befand sich auf dem Strassenabschnitt Schwarzsee – Litzirüti zudem die Bobbahn Arosa.
2011 wurde zum ersten Mal unter dem Namen Arosa IceSnowFootball die inoffizielle Schneefussball-Weltmeisterschaft durchgeführt. Von 2012 bis 2015 war der Ort Schauplatz des internationalen Eishockey-Turniers Arosa Challenge. Der im Juli 2012 erstmals veranstaltete Gebirgslauf Swiss Irontrail führte ab 2014 kurzzeitig vom Urdenfürggli-Hörnlihütte via Carmenna-Weisshorn nach Arosa und von dort über Medergen-Sapün-Strelapass nach Davos. Vom 2. bis 4. Oktober 2015 fanden in Arosa die letzten Bewerbe des Orientierungslauf-Weltcups 2015 statt.
Der 1903 ins Leben gerufene Skiclub Arosa zählt zu den ältesten, grössten und sportlich erfolgreichsten Schneesportvereinen der Schweiz. Daneben ist Arosa die Heimat des 1924 gegründeten EHC Arosa, eines neunfachen Schweizermeisters, der aktuell in der dritthöchsten Liga spielt. Seine Heimstätte ist das Sport- und Kongresszentrum Arosa (SKZA). Der 1990 gegründete Fussballverein FC Arosa spielt in der 5. Liga. Auch der Unihockeyclub Arosa spielt in der 5. Liga seiner Sportart. Er führt auf der Sportanlage Ochsenbühl seit 1995 alljährlich den 7eck-Cup durch, das mit 168 teilnehmenden Mannschaften und 1500 Spielern weltweit grösste Open-Air-Unihockeyturnier.

## Städtepartnerschaften
- Fukumitsu mit Skigebiet IOX-Arosa in der Präfektur Toyama, Japan (seit 1991)
- Shangri-La in der Provinz Yunnan, China (seit 2011)

## Sonstiges

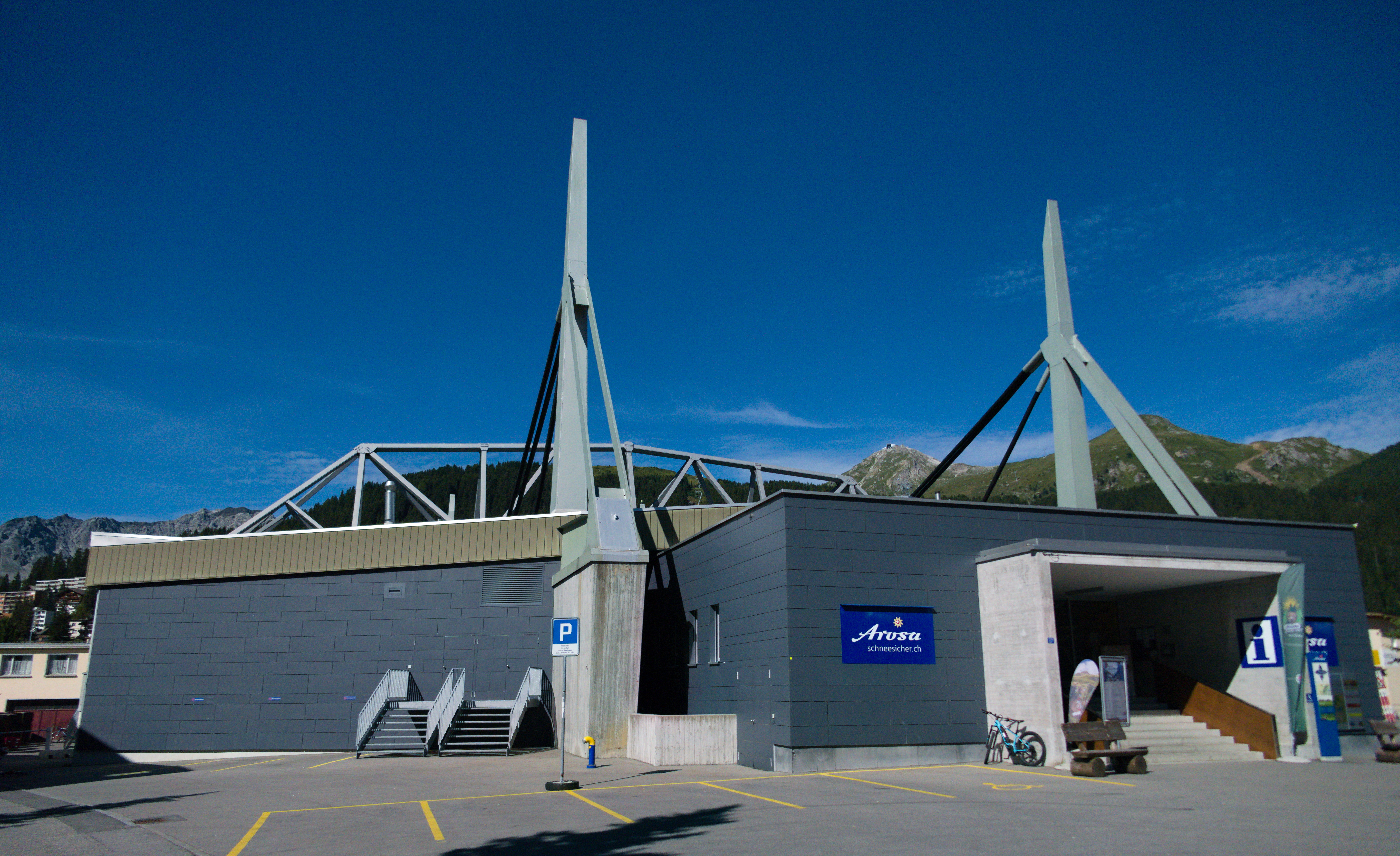
Sport- und Kongresszentrum Arosa

Das offizielle Publikationsorgan ist die wöchentlich erscheinende Aroser Zeitung.
Thomas Mann verbrachte in Arosa die ersten Wochen seines Exils. Weitere bekannte Schriftsteller mit einem engeren Bezug zu Arosa sind Hermann Hesse, Christian Morgenstern, Hans Morgenthaler, Theodor Däubler, Felix Moeschlin, Hans Roelli, Brigitte Kronauer sowie Eckhard Henscheid.
Die Geschichte von Arosa und der ganzen Talschaft wird im Schanfigger Heimatmuseum aufgearbeitet und der Öffentlichkeit zugänglich gemacht. Unter anderem sind dort auch diverse Exemplare des traditionellen Aroser Schlittens ausgestellt.
In der Umgebung des Dorfes sind diverse Sagen beheimatet. So etwa die Sage von der Wunschhöhle bei Arosa, die Sage vom Carmenna-Küher, die Sage vom Gottlobstein beim Carmennapass, die Sage vom grundlosen Schwarzsee, die Sage vom Tüüfelsch Ruobstei, die Sage vom Urdensee oder die Sage vom Verwunschenen Schloss.
Arosa war Durchführungsort der Landsession des Bündner Grossen Rates 2015 sowie des 19. Internationalen Walsertreffens vom 16. bis 18. September 2016.

## Persönlichkeiten
- Wissenschaft:
  - Otto Amrein, Arzt

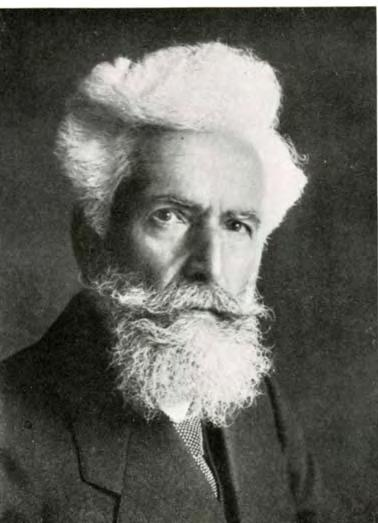
Otto Herwig, Begründer des Luftkurorts Arosa

  - Friedrich Wilhelm Paul Götz, Klimatologe
  - Otto Herwig, Arzt, Ehrenbürger
  - Christian Maurer, evangelischer Theologe und Hochschullehrer
  - Ernst Rahm, Botaniker und Historiker
  - Martin Röthlisberger, Arzt
  - Carl Rüedi, Arzt
  - Gottlob Schrenk, deutscher evangelischer Geistlicher und Hochschullehrer
  - Michèle Florence Sutter-Rüdisser, Wirtschaftsprofessorin
- Kunst/Kultur:
  - Georg Brunold, Journalist und Schriftsteller
  - Guido Caminada, Kunstmaler und Bildhauer[46]
  - Hans Danuser, Chronist und Onomastiker
  - Hans Gysi, Schriftsteller, Regisseur und Schauspieler
  - Wädi Gysi, Musiker und Eishockeyspieler
  - Hitsch Jenny, Volksmusiker
  - Josias Jenny, Volksmusiker
  - Lora Lamm, Grafikerin
  - Ernst Lichtenhahn, Musikwissenschaftler Schriftsteller und Regisseur Hans Gysi
  - Fritz Lichtenhahn, Schauspieler

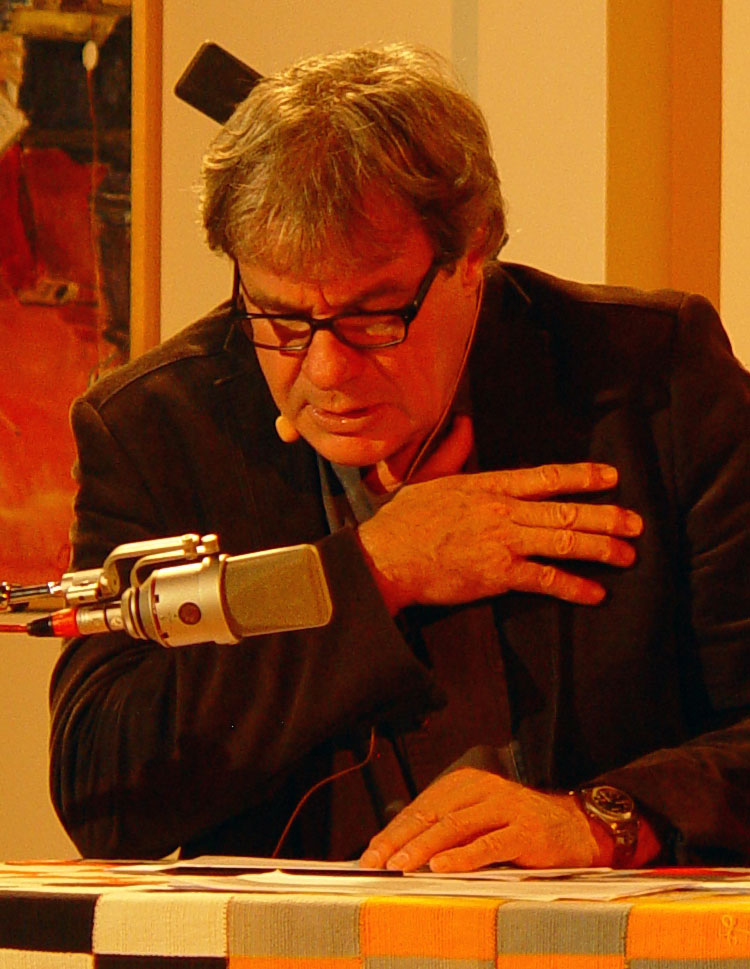
Schriftsteller und Regisseur Hans Gysi

  - Fritz Maron, Architekt und Historiker
  - Daniel Meisser, Skilehrer und Architekt, „Gigi von Arosa“
  - Felix Moeschlin, Kurdirektor und Schriftsteller
  - Kathrin Rüegg, Autorin und Fernsehköchin der Sendung Was die Grossmutter noch wusste
  - Hans Roelli, Kurdirektor, Komponist und Dichter
  - Roman Vital, Filmemacher
- Sport:
  - Livia Altmann, Eishockeyspielerin
  - Nini von Arx-Zogg, Skirennfahrerin
  - Anuk Brändli, Skirennfahrerin
  - Tiziana Cipriani Gadient, Eishockeyspielerin
  - Pietro Cunti, Eishockeyspieler
  - Mia Engi, Skiakrobatin
  - Hans Flütsch, Wintermehrkämpfer
  - Ueli Fritz, Musher
  - Beni Führer, Skirennfahrer
  - Jürg Gadient, Skirennfahrer Snowboard-Olympiasieger Gian Simmen
  - Werner Geeser, Skilangläufer

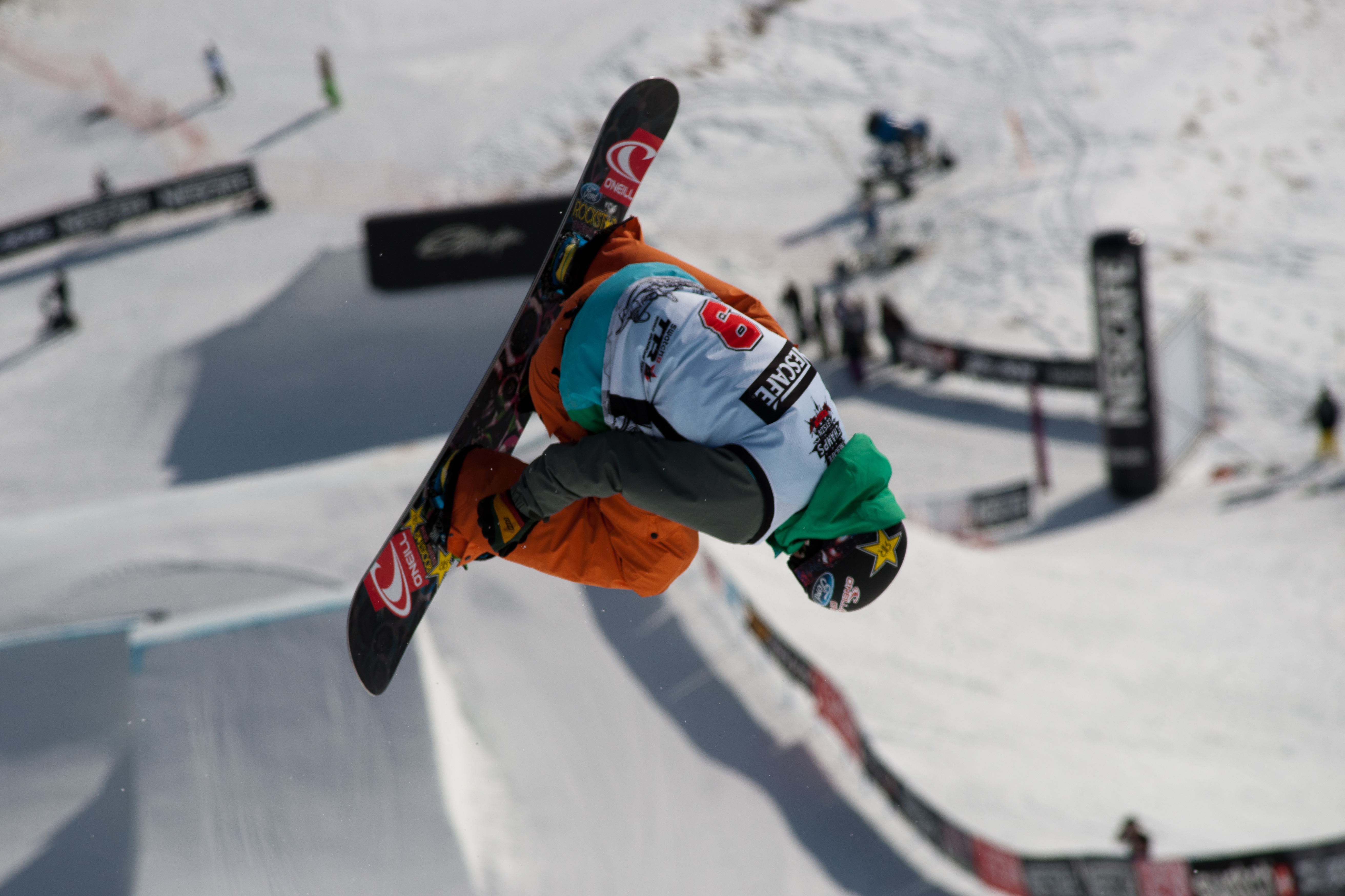
Snowboard-Olympiasieger Gian Simmen

  - Roland Habisreutinger, Eishockeyspieler und -trainer
  - Ruedi Homberger, Bergsteiger und Fotograf
  - Heini Klotz, Skirennfahrer
  - Guido Lindemann, Eishockeyspieler
  - Kim Lindemann, Eishockeyspieler
  - Markus Lindemann, Eishockeyspieler
  - Sven Lindemann, Eishockeyspieler
  - Heini Lohrer, Eishockeyspieler
  - Werner Lohrer, Eishockeyspieler
  - Werner Mattle, Skirennfahrer
  - Jöri Mattli, Eishockeyspieler
  - Michael Meier, Eishockeyspieler
  - Engelhard Pargätzi, Skirennfahrer
  - Guido Pfosi, Eishockeyspieler Ski-Olympiasieger und Eishockey-Schweizer Meister Roger Staub
  - Gebi Poltera, Eishockeyspieler
  - Ueli Poltera, Eishockeyspieler
  - Andreas Ritsch, Eishockeyspieler
  - Yvonne Rüegg, Skirennfahrerin

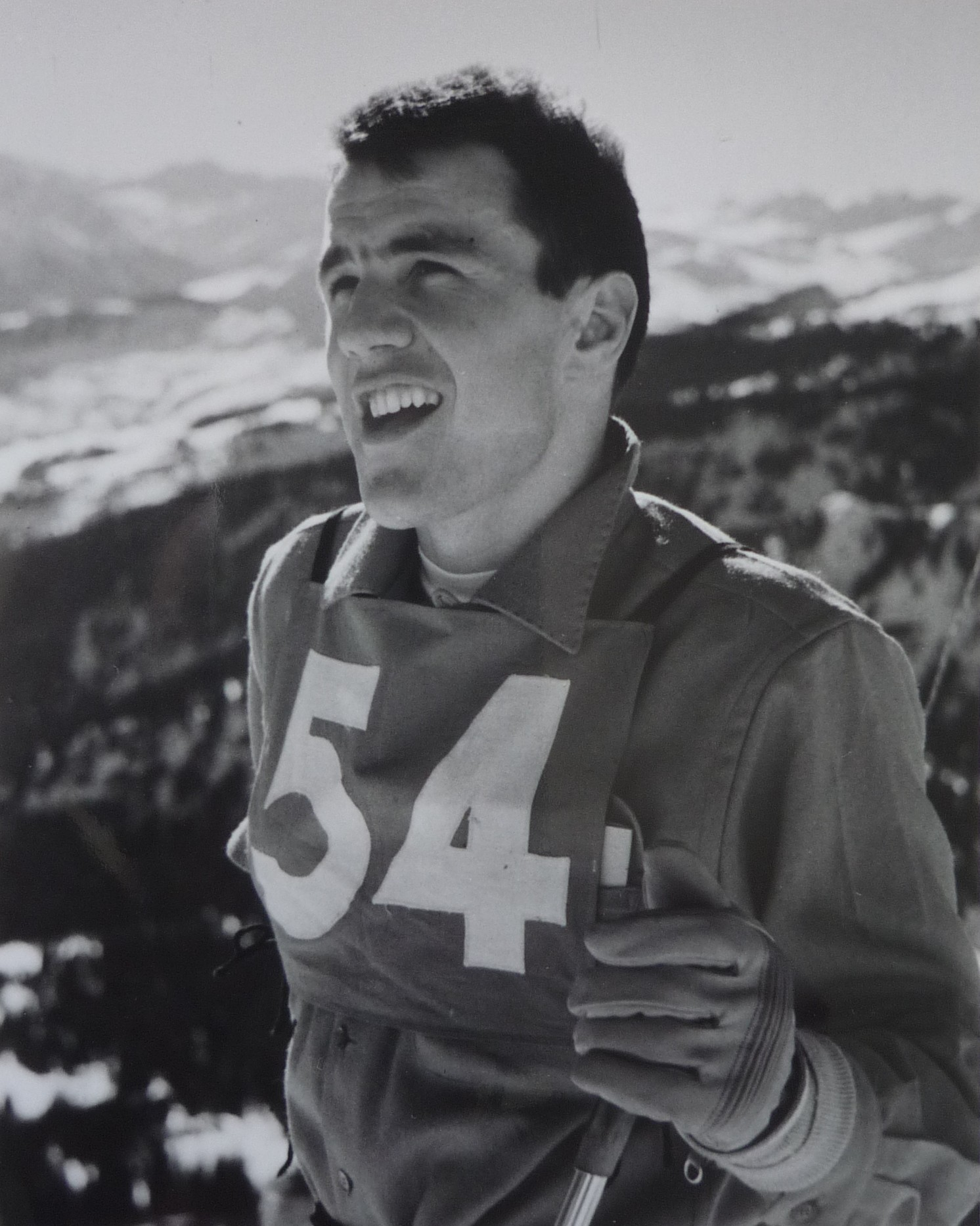
Ski-Olympiasieger und Eishockey-Schweizer Meister Roger Staub

  - Hans Schmid, Eishockeyspieler und promovierter Zoologe
  - Lorenzo Schmid, Eishockeyspieler
  - Peter Schwendener, Skirennfahrer
  - Gian Simmen, Snowboarder
  - Heini Staub, Eishockeyspieler
  - Roger Staub, Skirennfahrer und Eishockeyspieler
  - Charles Stoffel, Bobfahrer und Reiter
  - Hans Martin Trepp, Eishockeyspieler
  - Isabel Waidacher, Eishockeyspielerin
  - Ludwig Waidacher junior, Eishockeyspieler
  - Ludwig Waidacher senior, Eishockeyspieler
  - Monika Waidacher, Eishockeyspielerin
  - Nina Waidacher, Eishockeyspielerin Diplomatin Livia Leu
  - Flury Zogg, Skirennfahrer

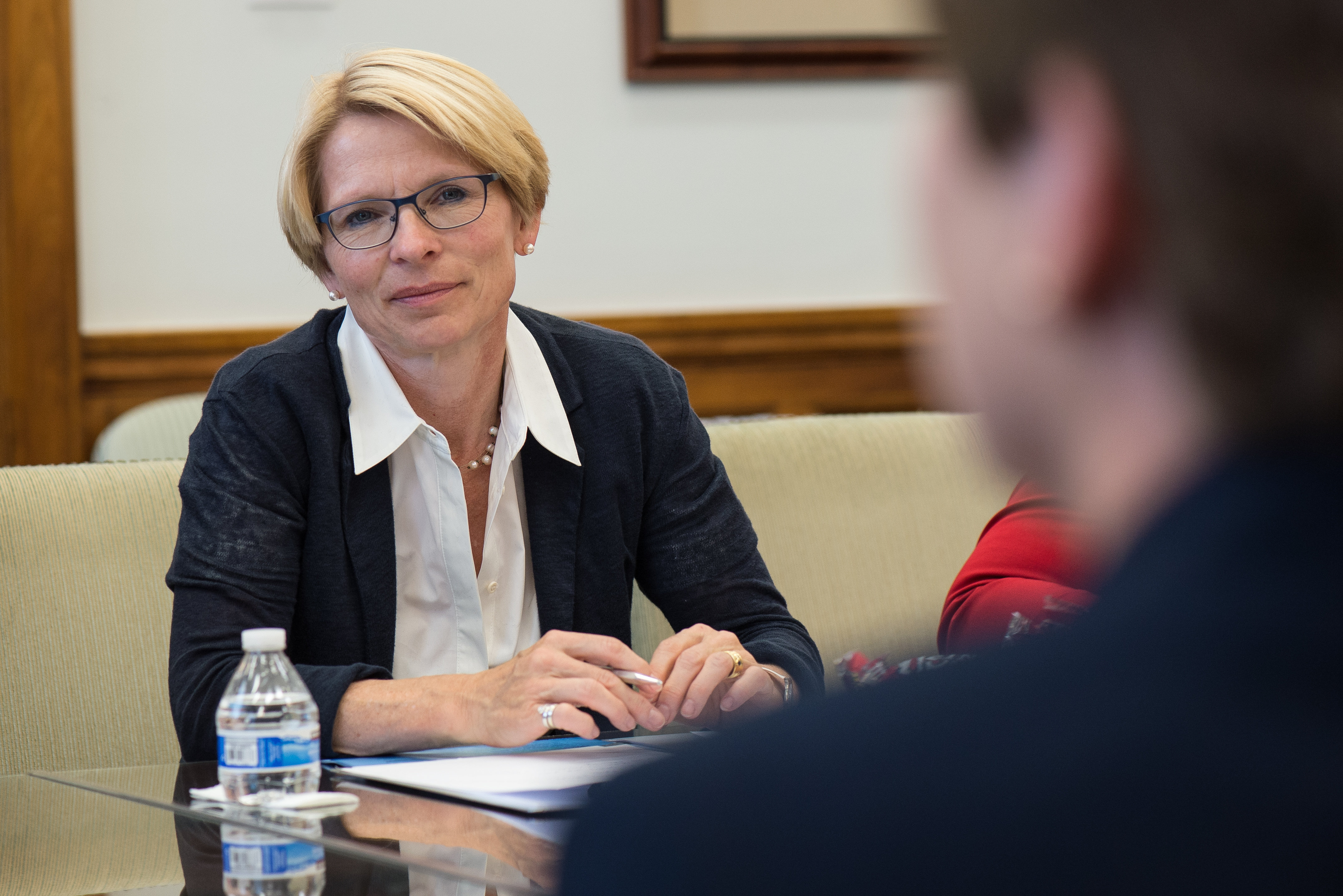
Diplomatin Livia Leu

  - David Zogg, Skirennfahrer und Bergsteiger
- Politik und Unternehmertum:
  - Hans Hold, Politiker und Brigadier
  - Pascal Jenny, Kurdirektor
  - Karl-Heinz Kipp, Unternehmer
  - Livia Leu, Diplomatin
  - Claus Adolf Moser, Statistiker, Politiker

## Bilder

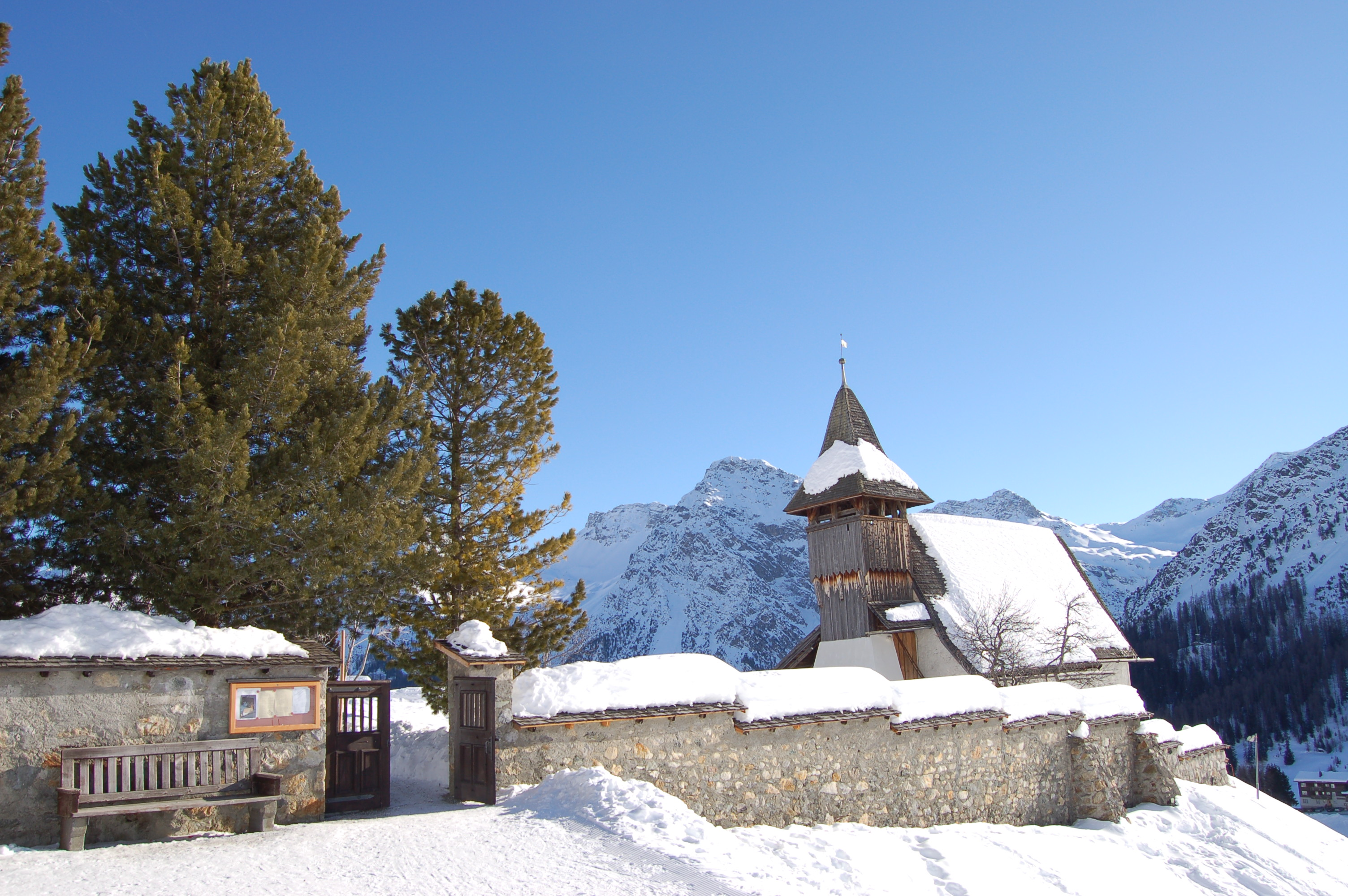
Das Bergkirchli von 1492, ältestes erhaltenes Gebäude Arosas
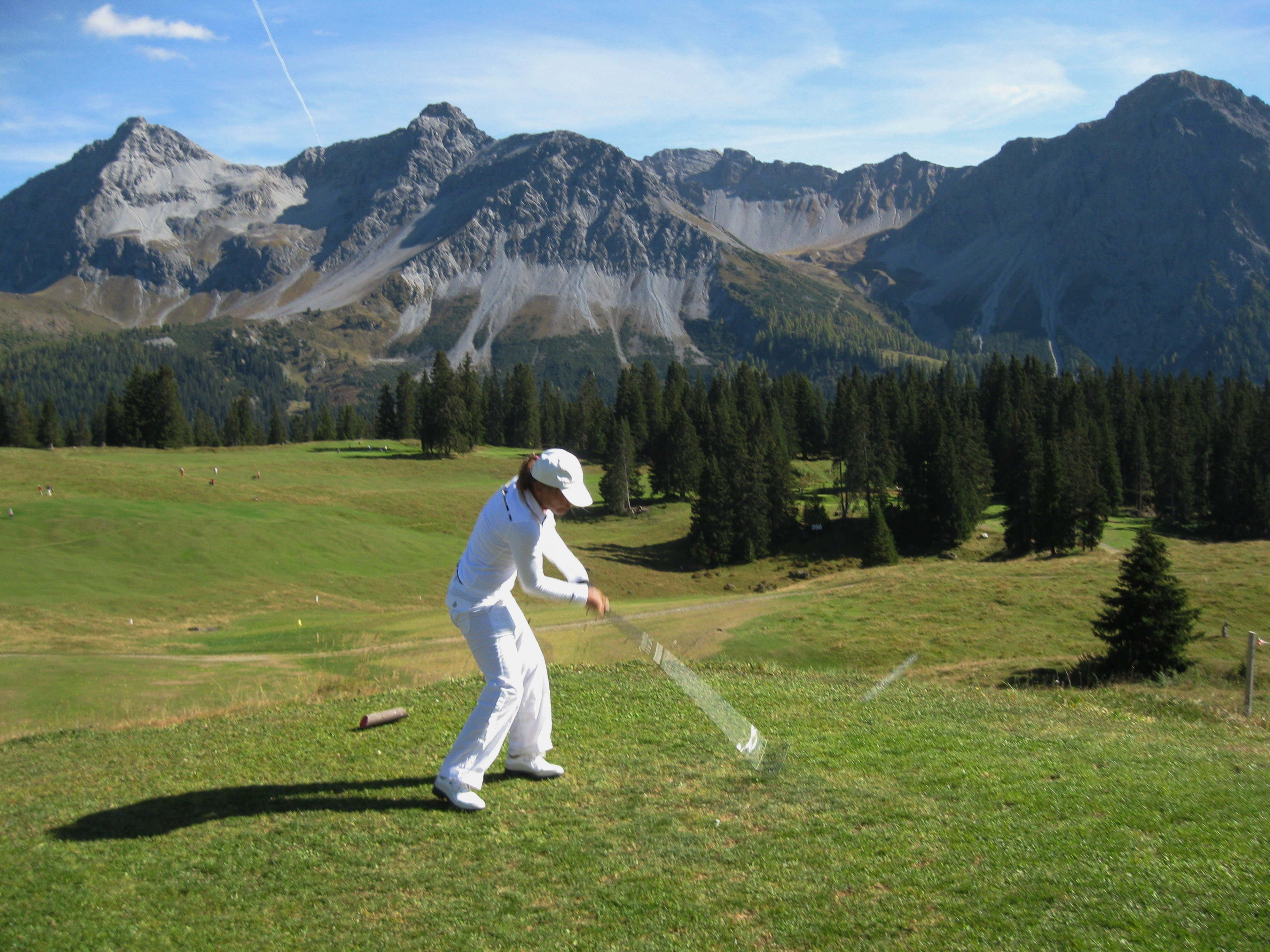
Hochalpiner Golfplatz auf Maran
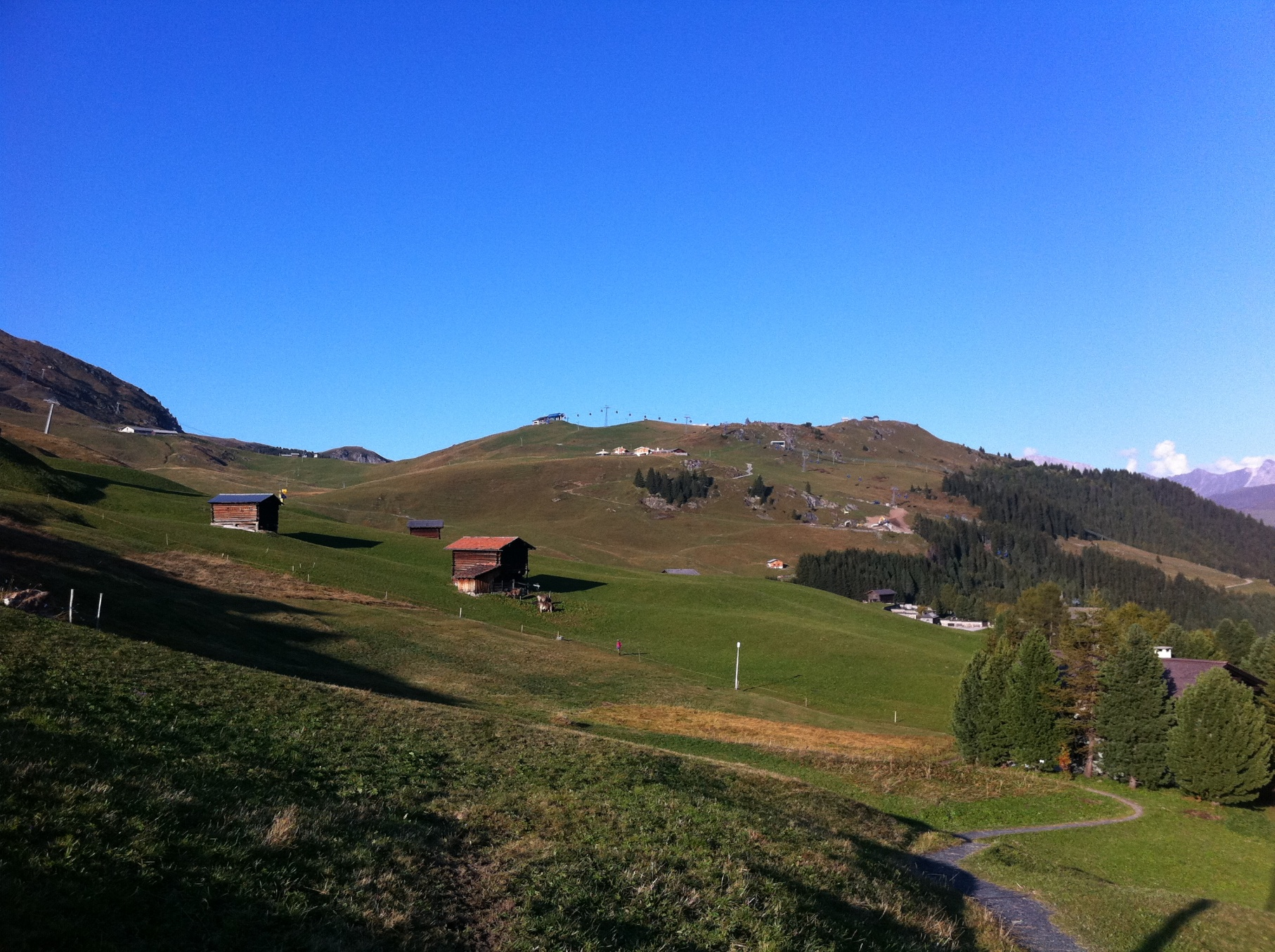
Das landwirtschaftlich geprägte Innerarosa mit dem Tschuggen
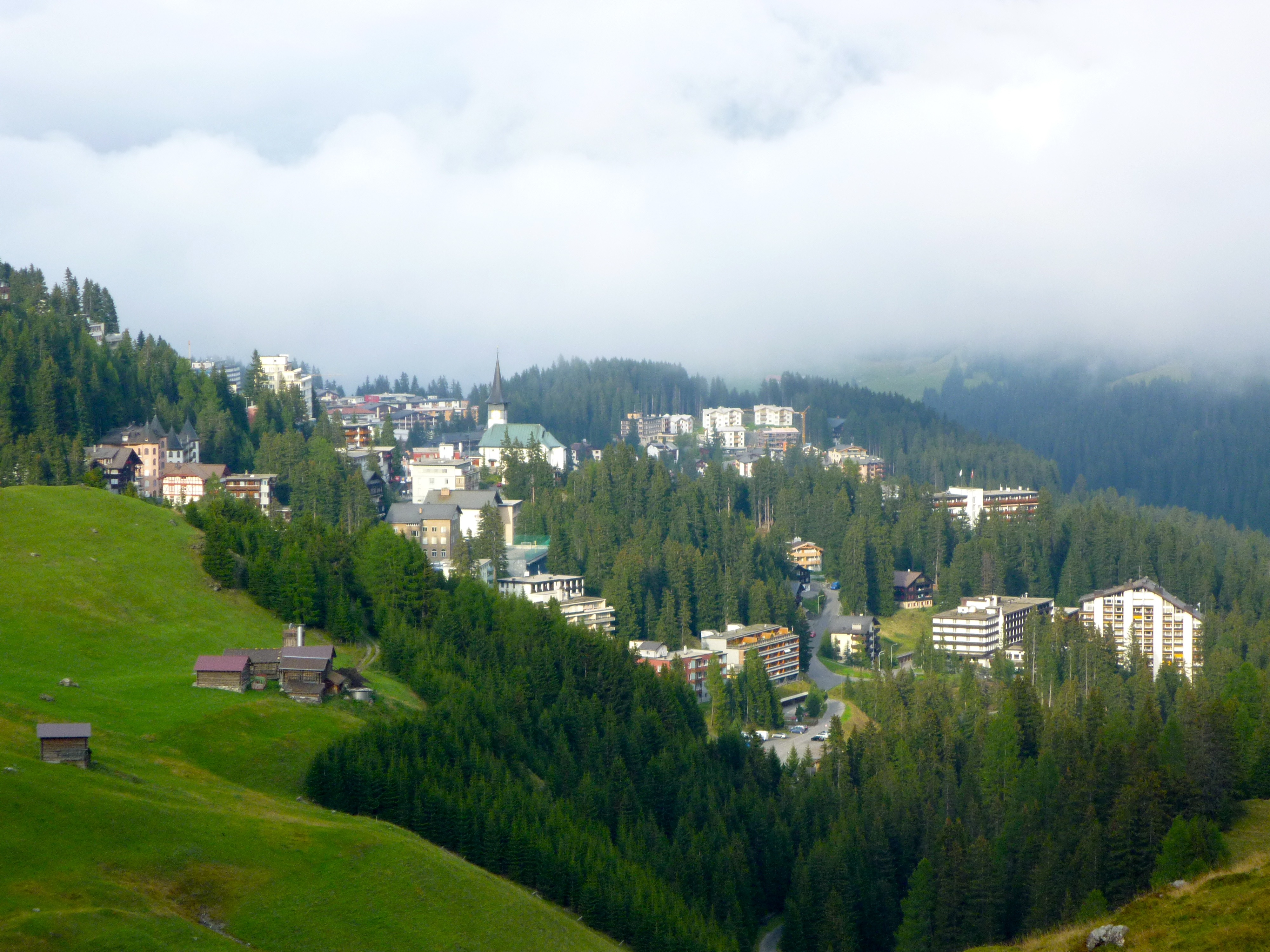
Das von Fichtenwald umgebene Dorfzentrum
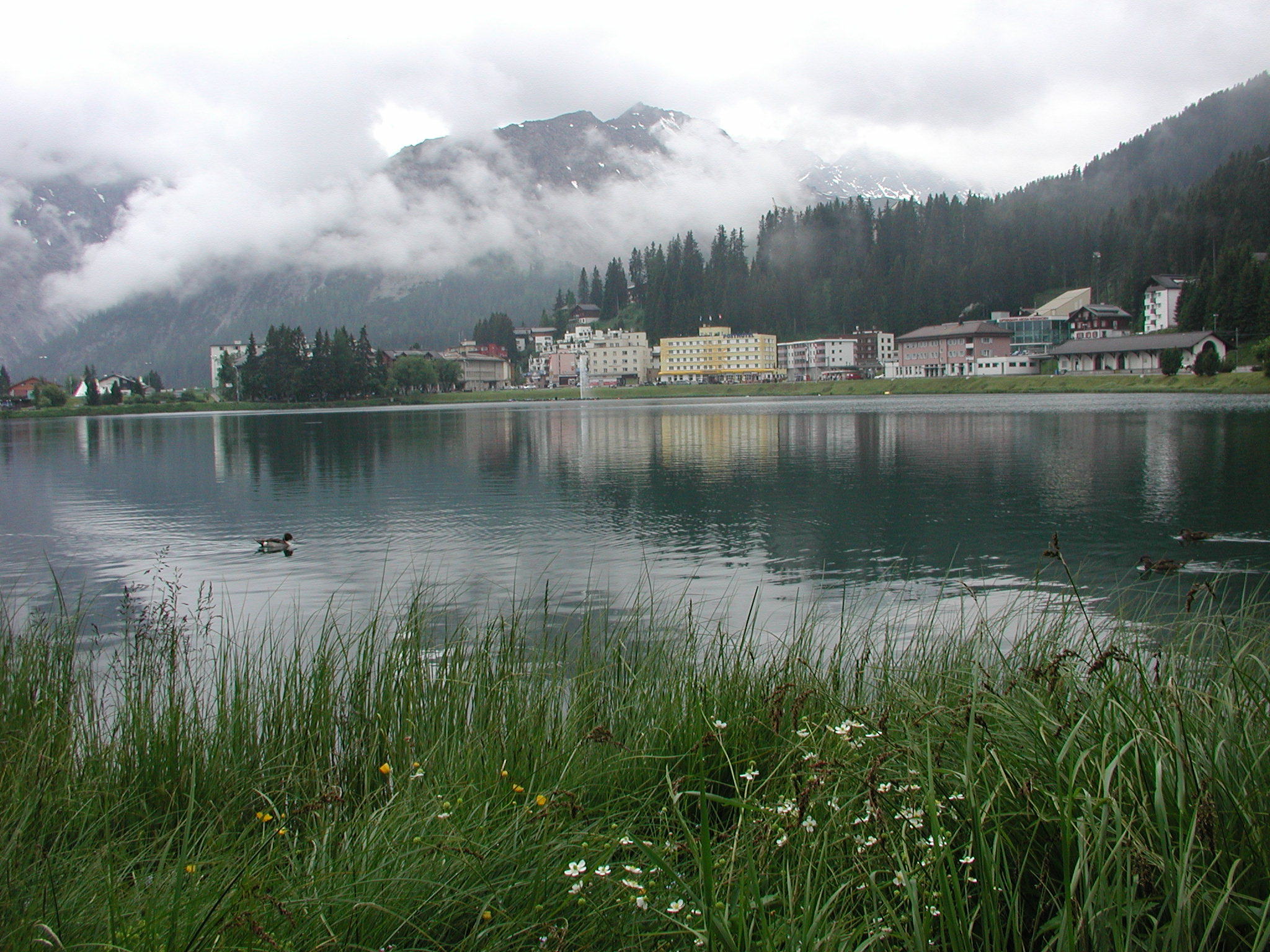
Blick über den Obersee zu Post und Bahnhof
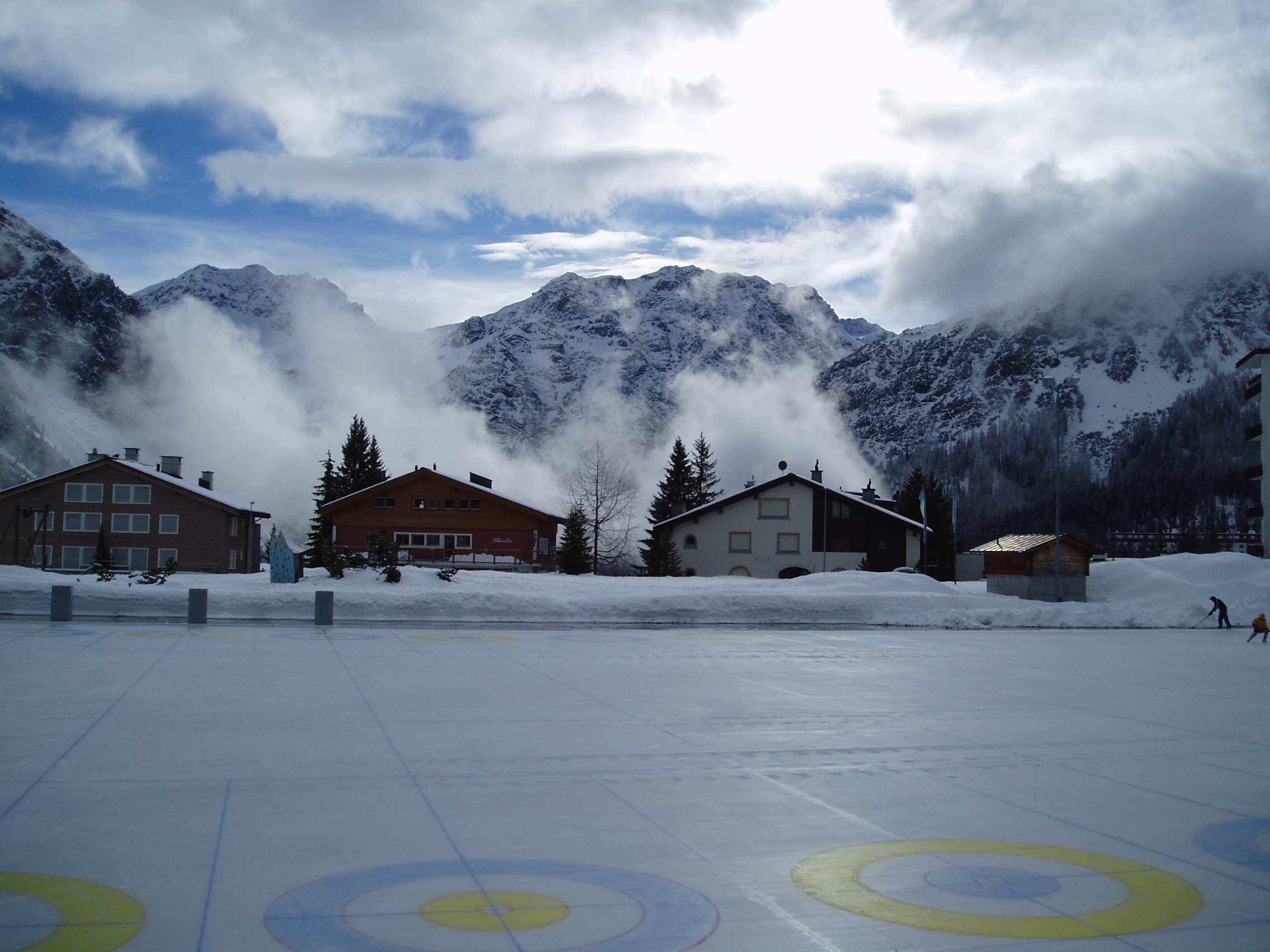
Curlingplatz auf der oberen Eisbahn vor Teil der Strelakette
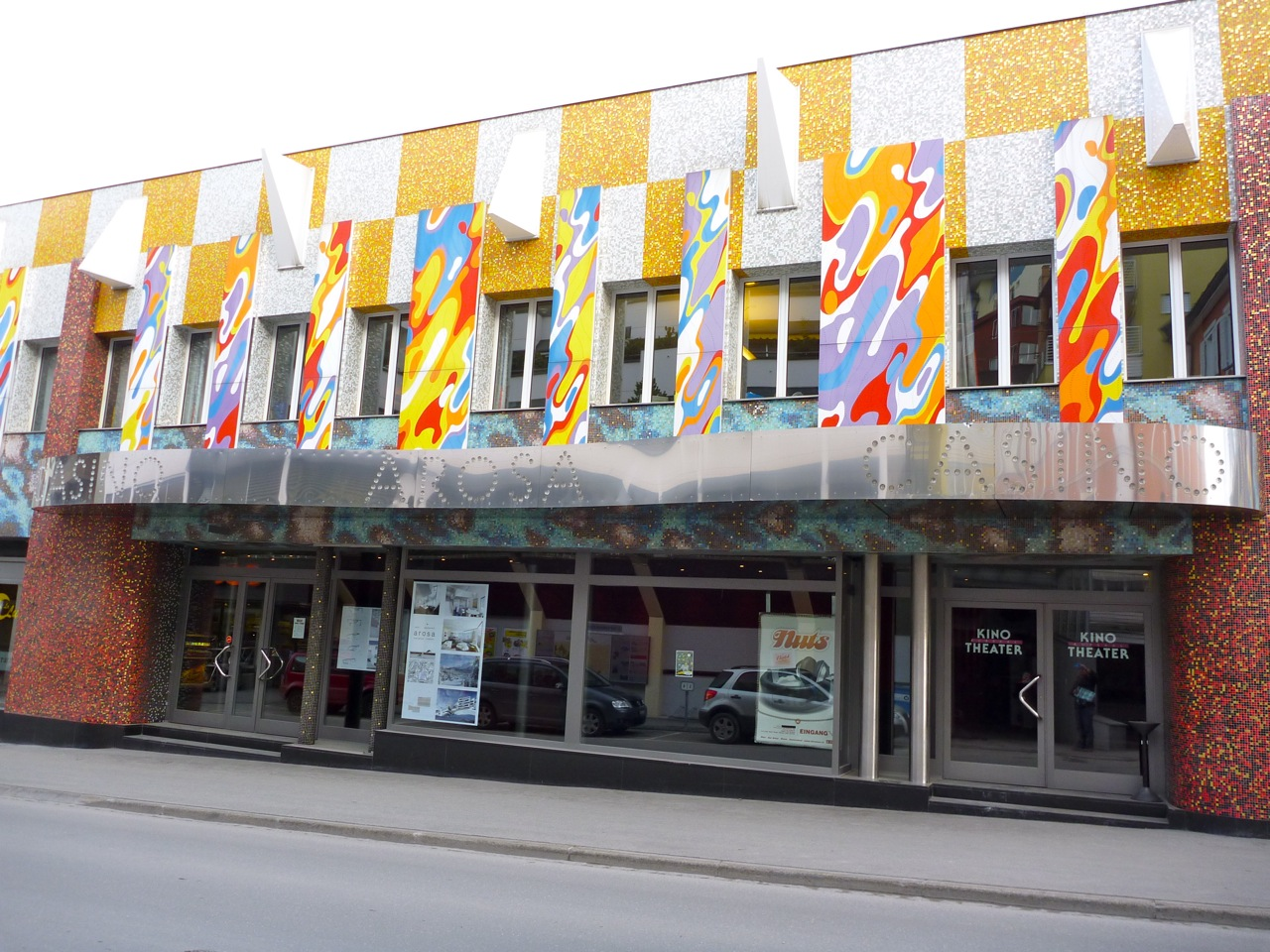
Kursaal im Dorfzentrum mit Mosaikfassade von Alessandro Mendini
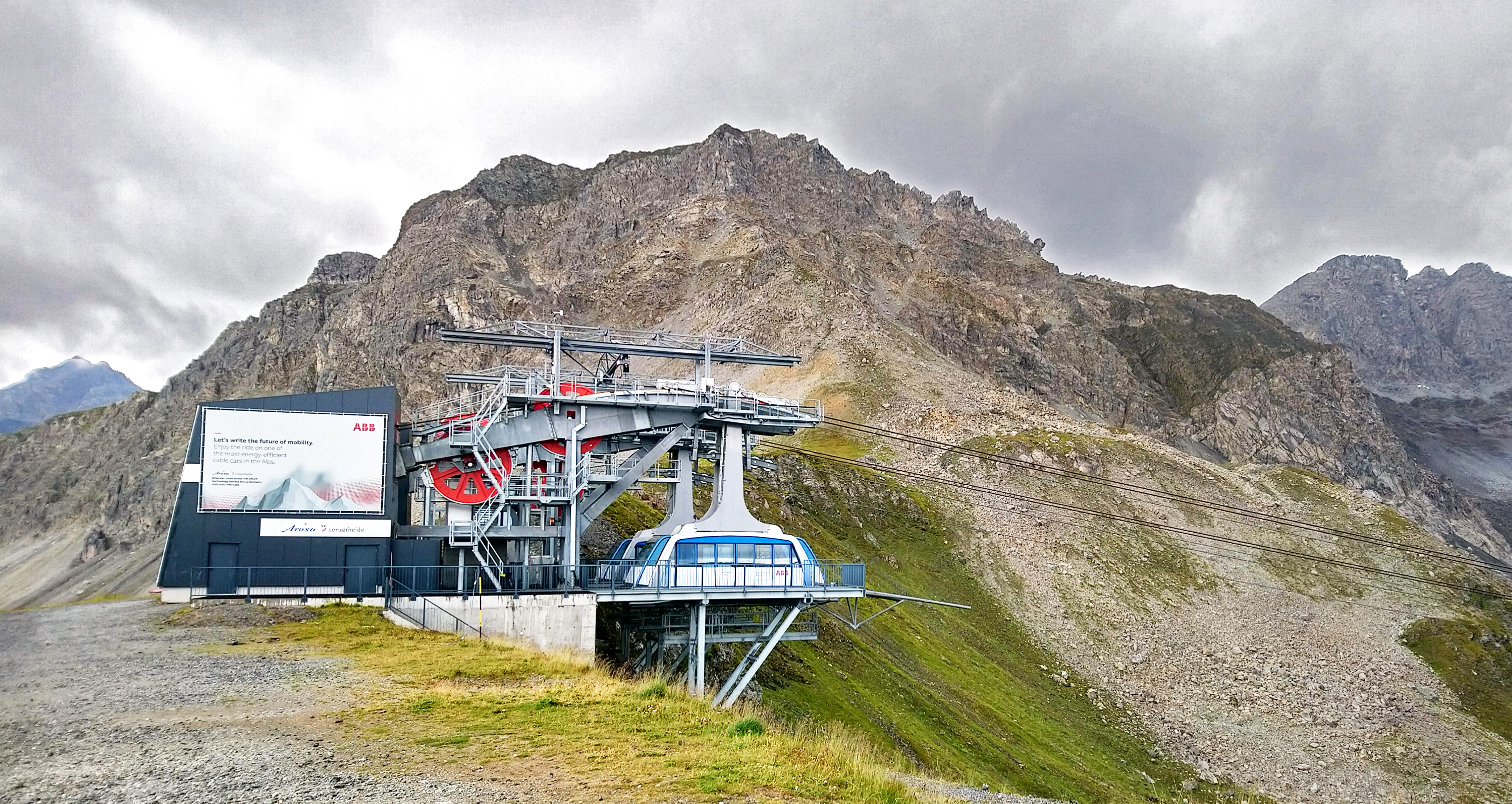
Die Urdenbahn am Hörnligrat
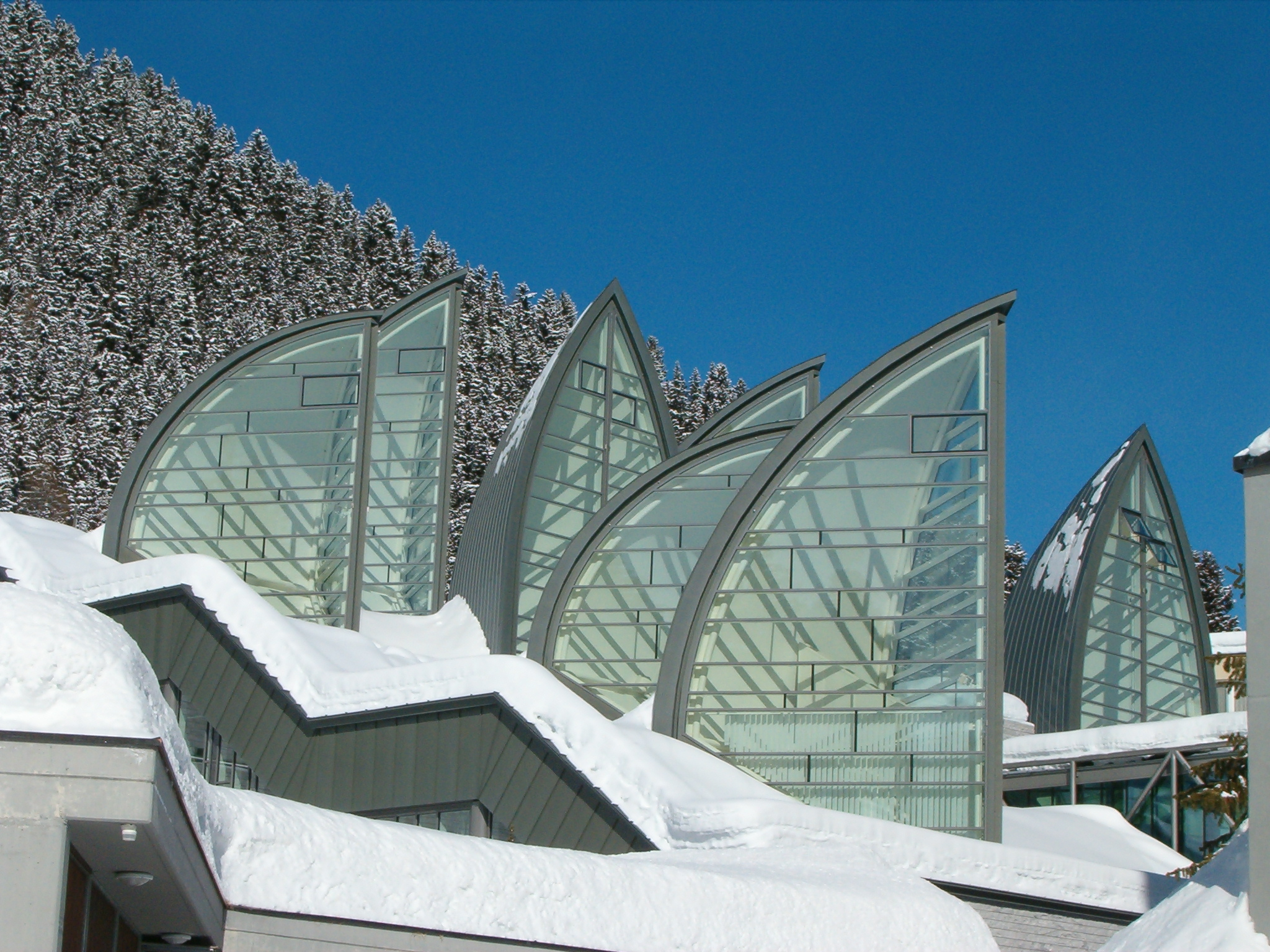
Bergoase von Mario Botta, Tschuggen Grand Hotel
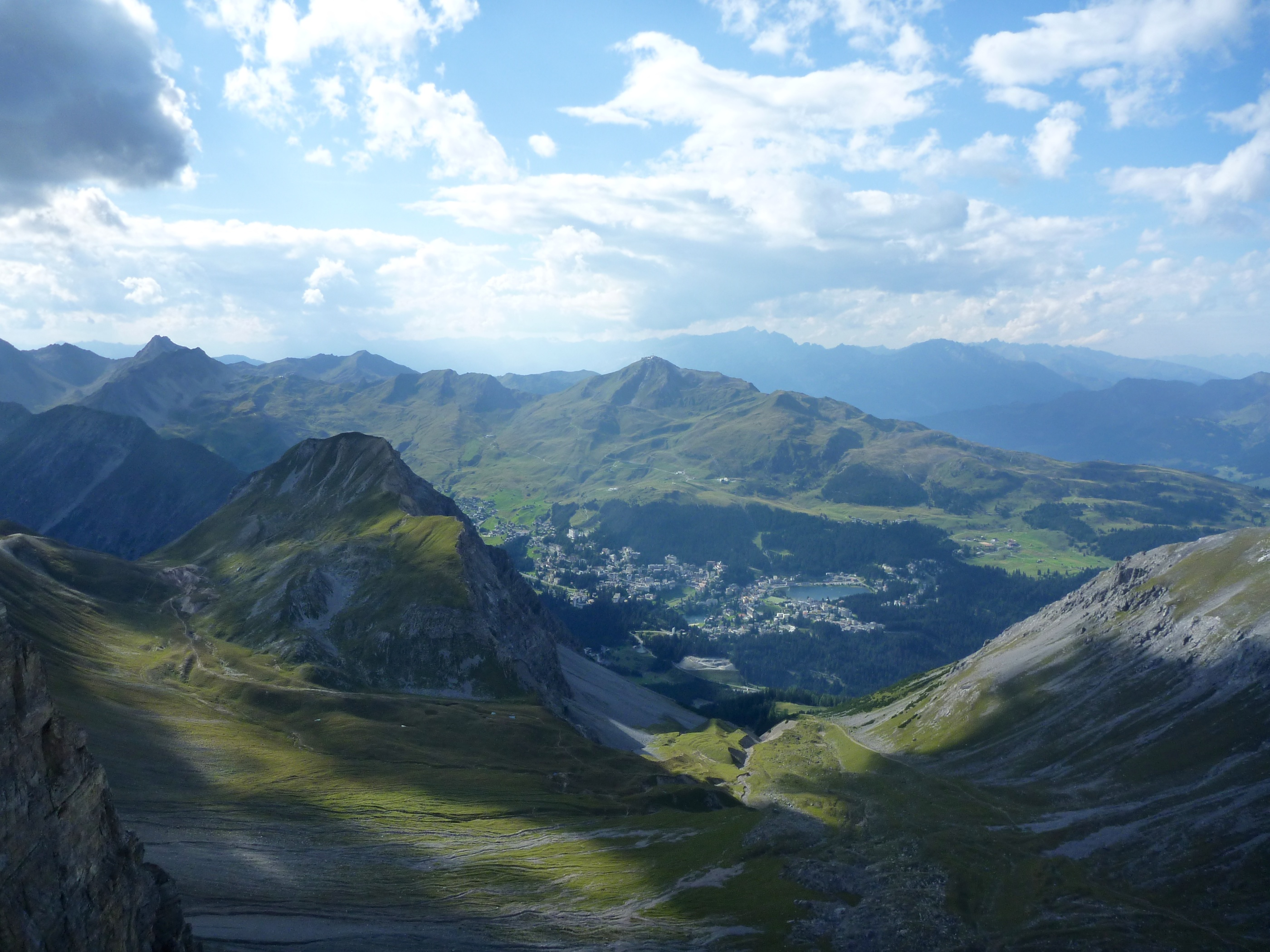
Luftbild von der Maienfelder Furgga in die Aroser Bergschale
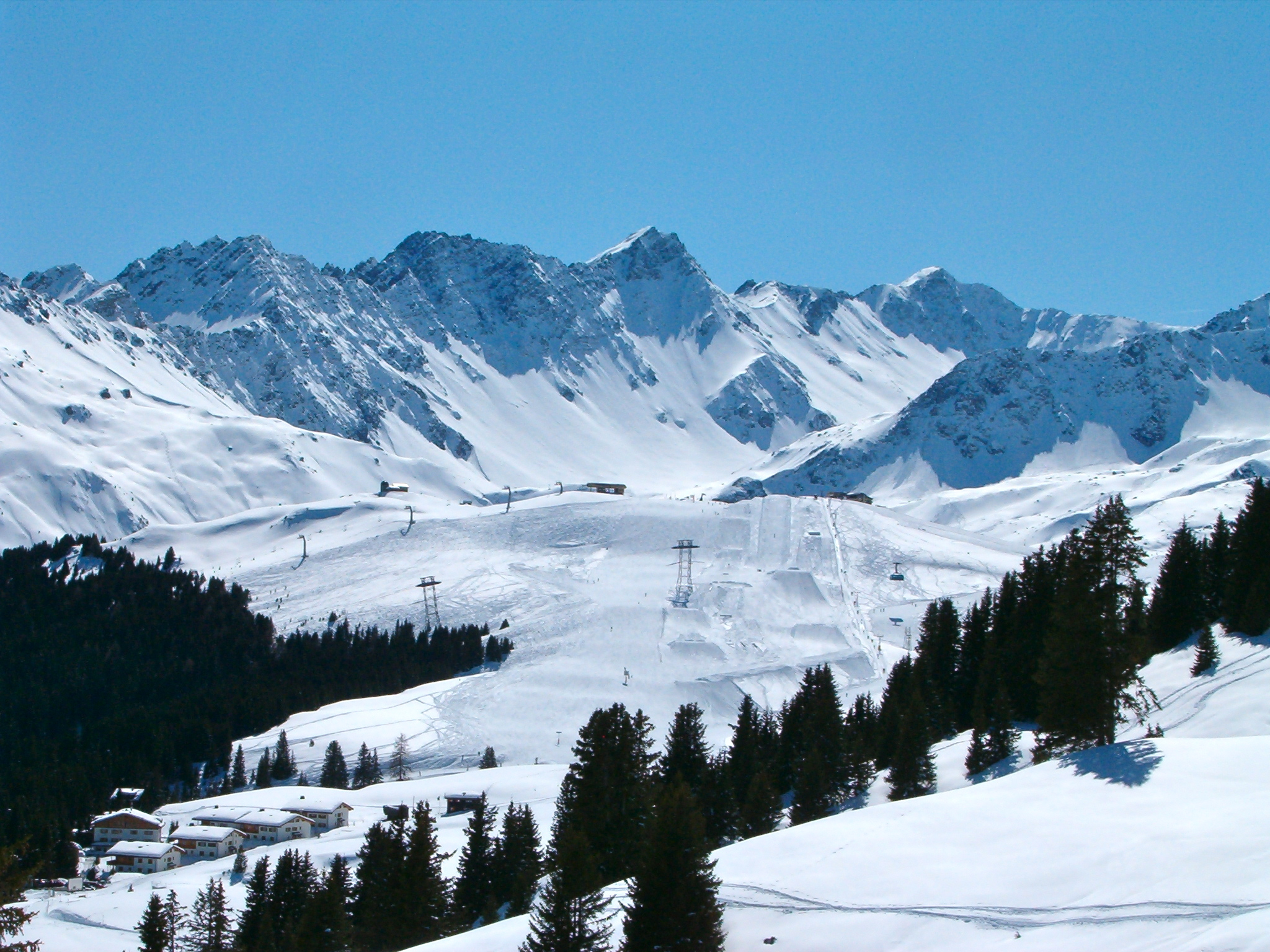
Blick über Prätschli und Tschuggen zu Erzhorn und Rothorn
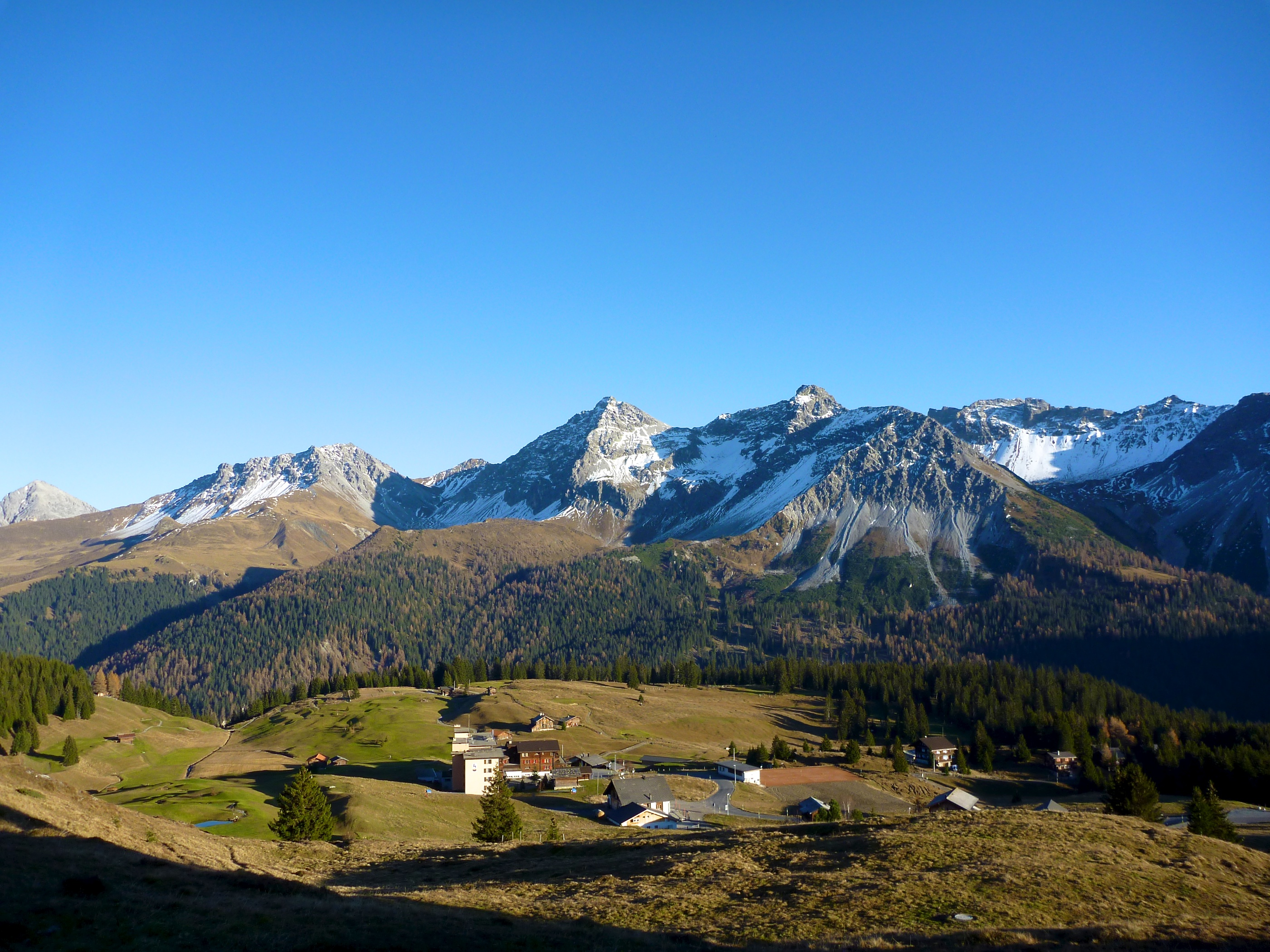
Blick über das Maraner Hochplateau zu den Aroser Dolomiten
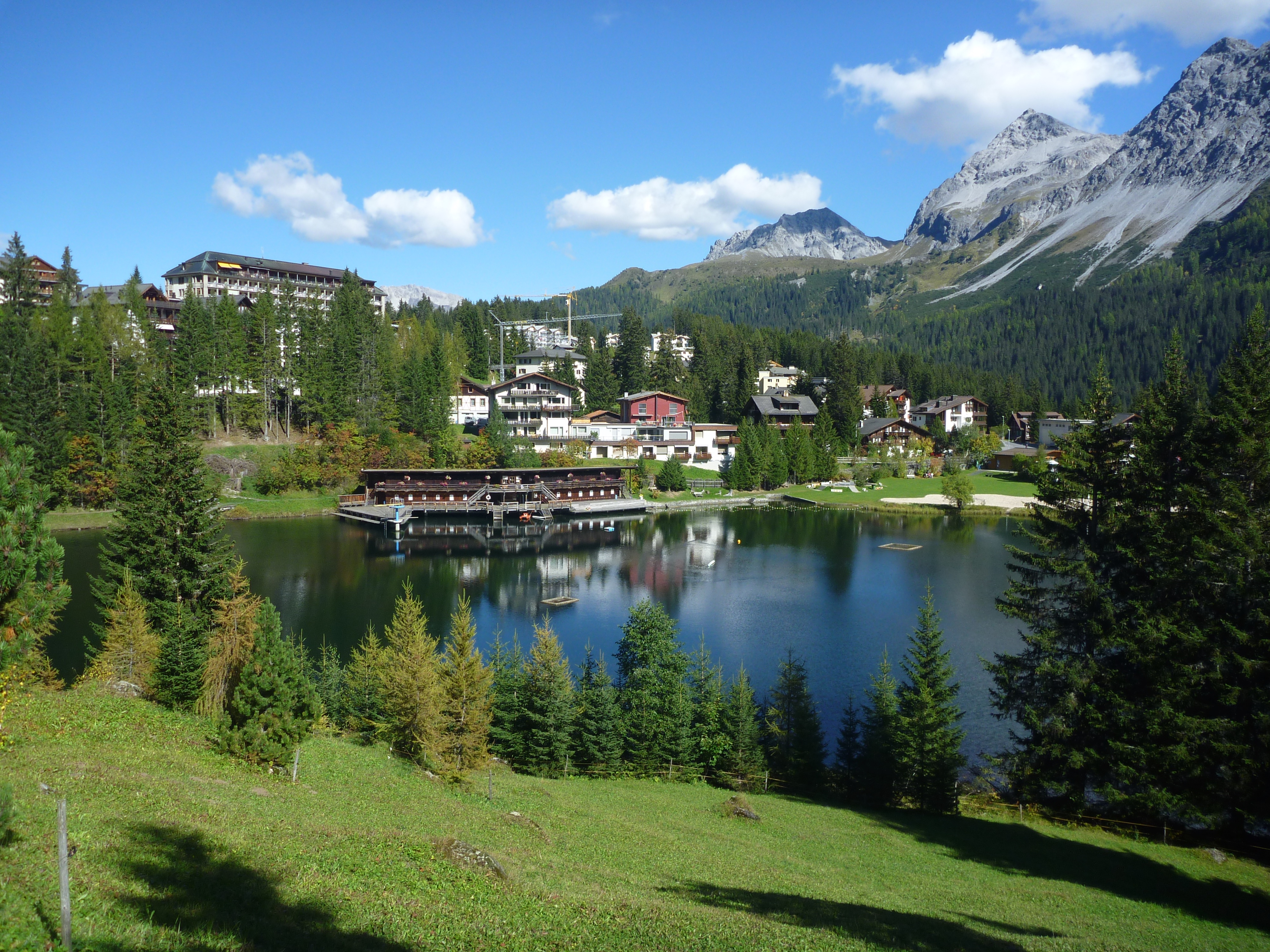
Der Untersee mit Badegebäude von 1948
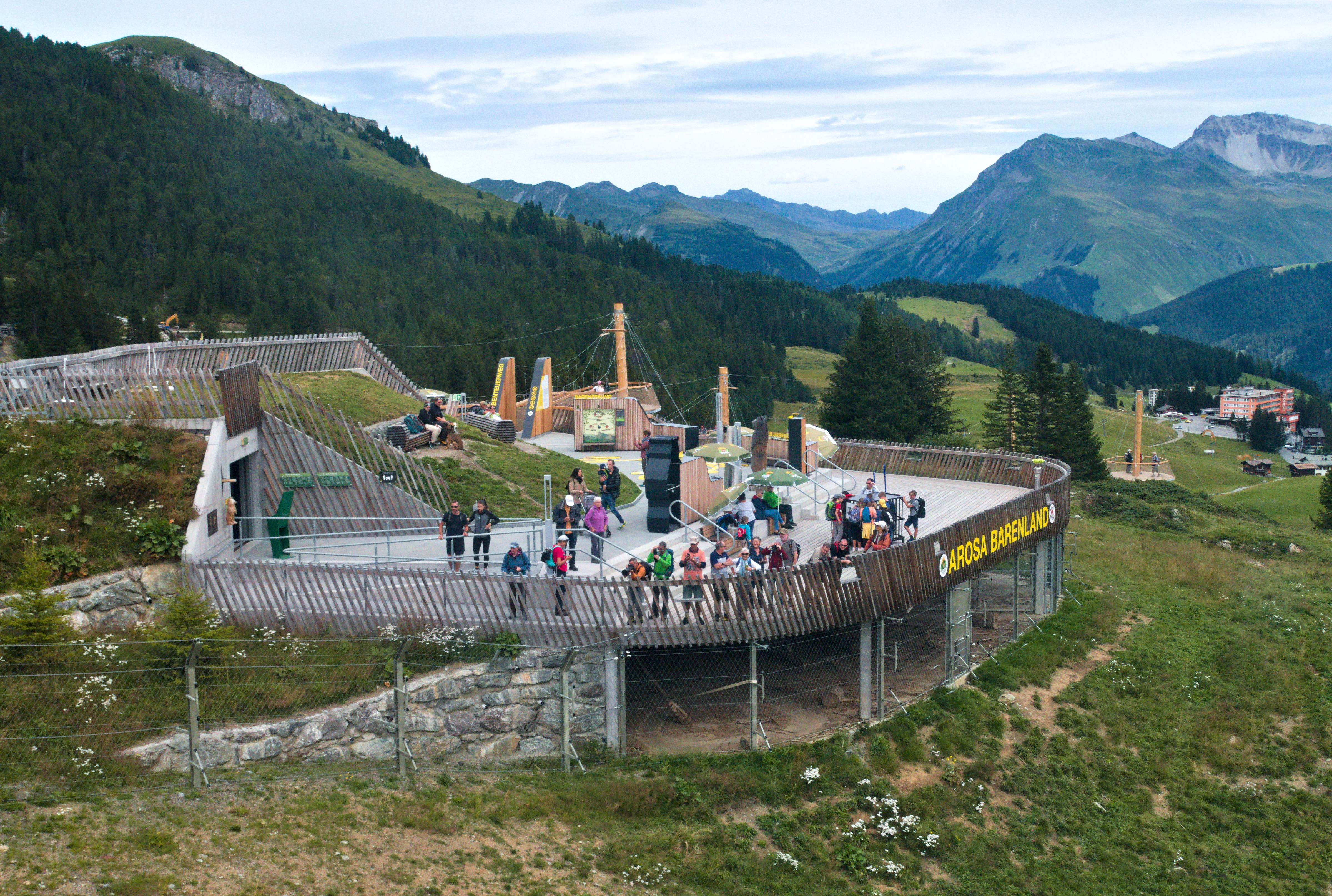
Das 2018 eröffnete Arosa Bärenland